# Priorat Saint-Avit-Sénieur

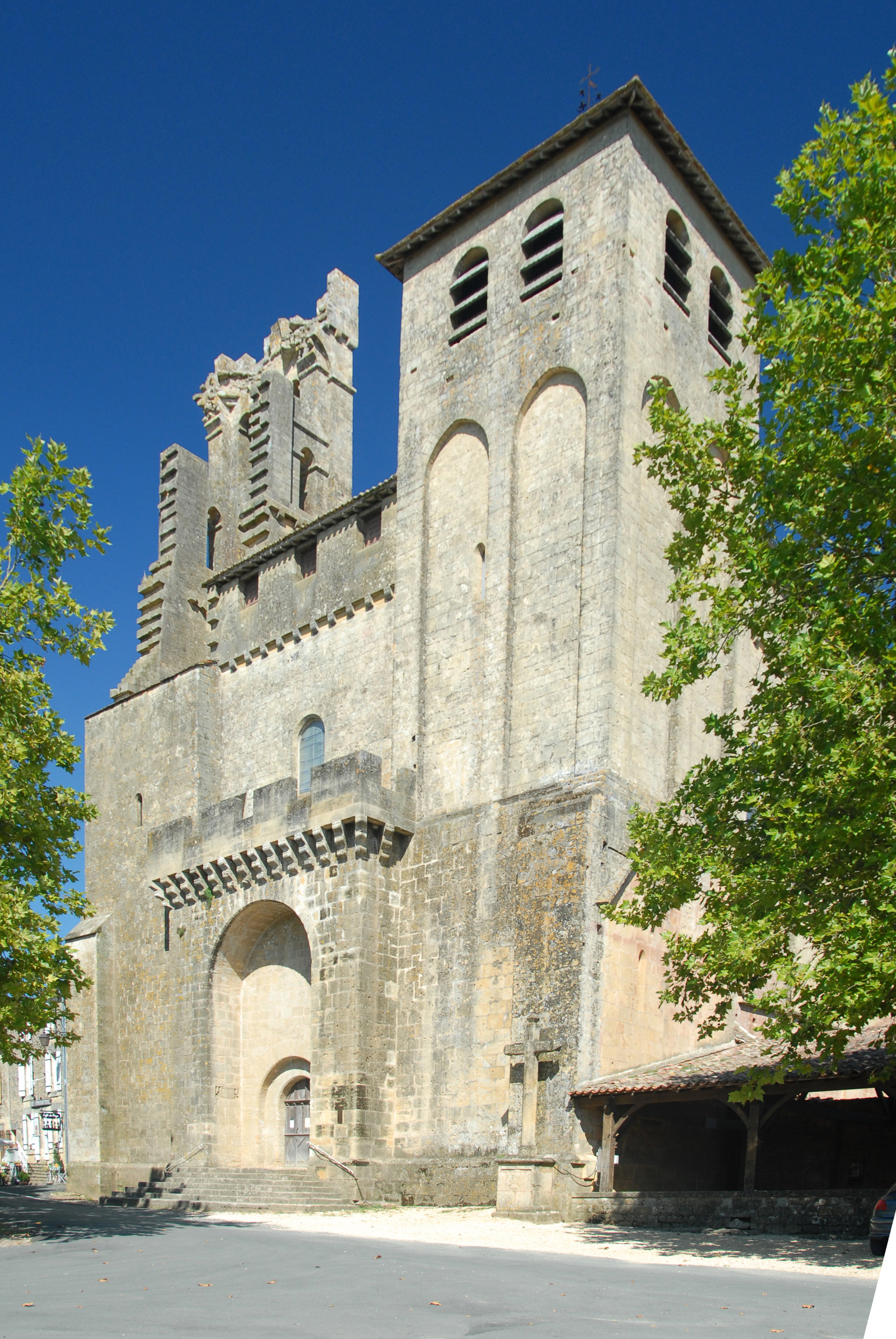
Westwerk von SW

Die ehemalige Abtei liegt im gleichnamigen französischen Ort Saint-Avit-Sénieur in der Region Nouvelle-Aquitaine, im Département Dordogne, etwa 35 km östlich von Bergerac, circa 50 km westlich von Sarlat-la-Canéda, in der Landschaft Périgord.

## Geschichte

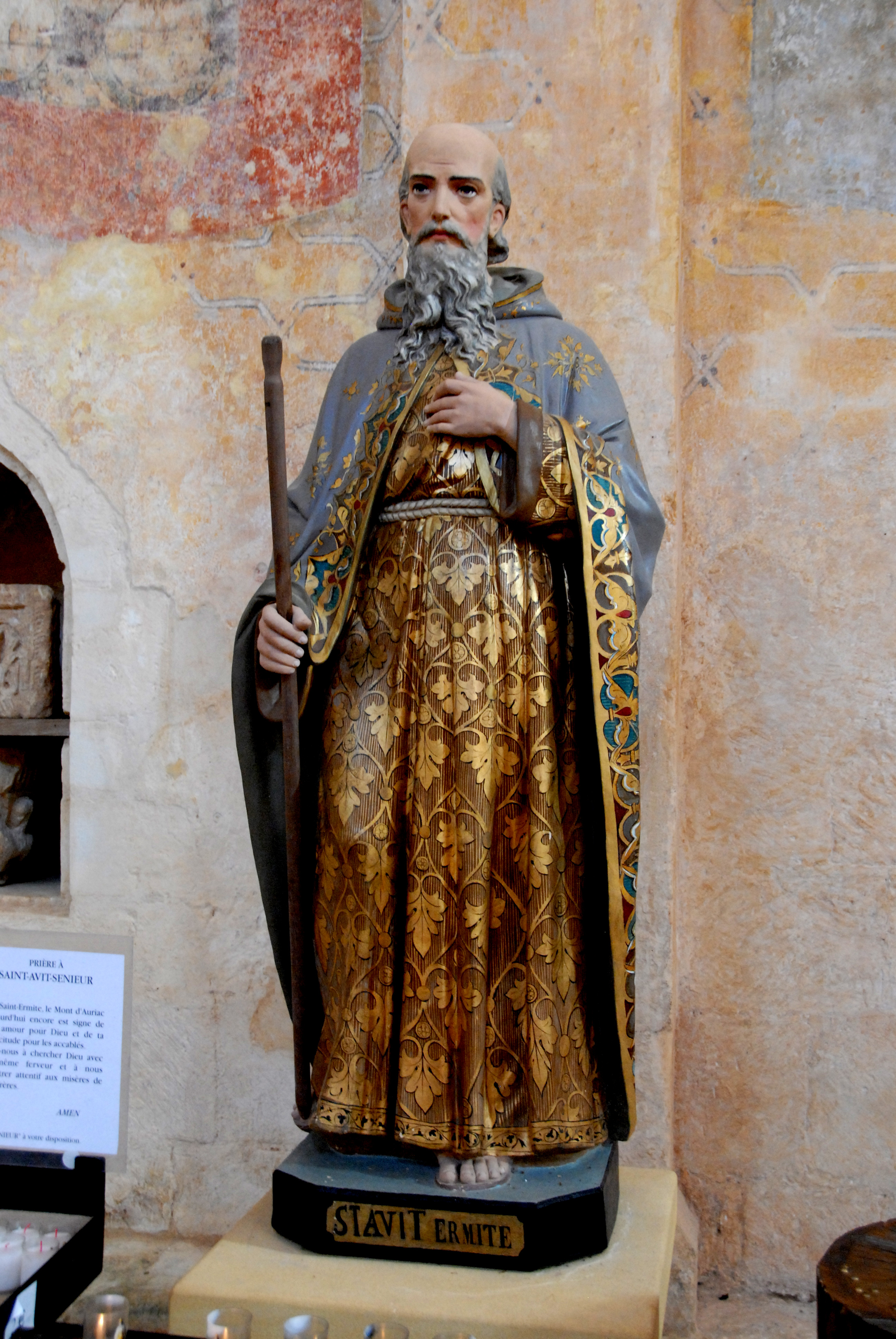
Saint-Avit-Sénieur, Skulptur des Heiligen

Das Priorat ist an einer Stelle errichtet worden, an der zur Zeit der Merowinger (430–750) ein Eremit namens Avitus Senior gelebt hat. Er war ein Soldat im Dienst des westgotischen Königs Alarich II., bevor er sich als Eremit zurückzog.
Quellen berichten, dass in der Nähe des Grabes von Saint-Avit(us) zu Beginn des 11. Jahrhunderts eine kleine Mönchsgemeinschaft kanonisch gelebt hat.
Zuerst stand die Abtei unter Aufsicht der Benediktiner. Danach kam sie gegen Ende des 11. Jahrhunderts unter die Kontrolle der bedeutenden Abtei Saint-Sernin in Toulouse, deren Rechte und Güter in einer päpstlichen Bulle von 1096 festgehalten sind, so auch das Priorat Saint-Avit-Sénieur.

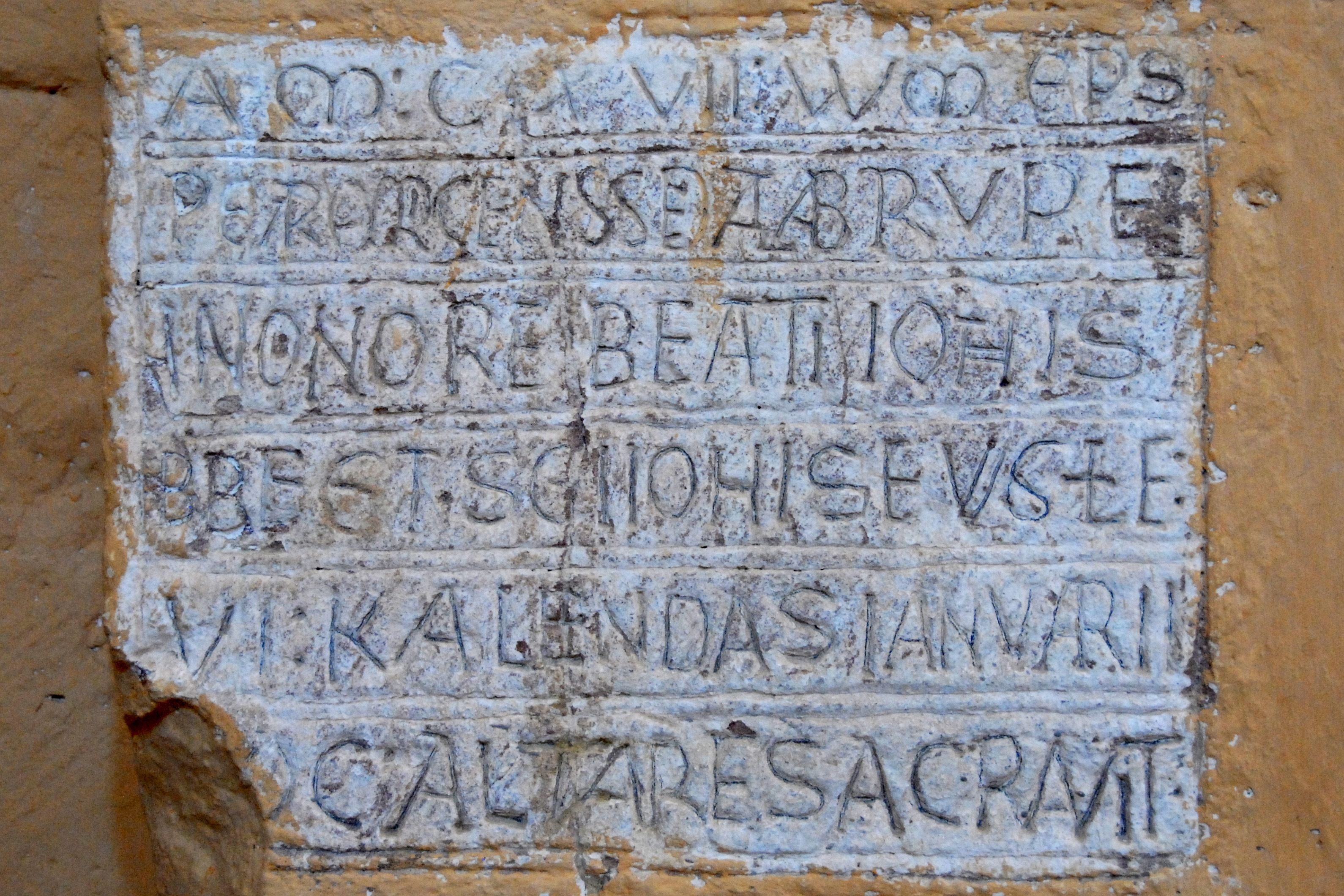
Lateinische Inschrift, Altarweihe am 27. Dezember 1117

Etwa zu dieser Zeit wurde vermutlich mit den Bauarbeiten an der romanischen Kirche begonnen. Eine Inschrift belegt, dass Guillaume d’Auberoche, Bischof von Périgueux, 1117 einen Altar konsekriert hat:
A(nno) M.C.XVII W(illel)M(us) EP(iscopu)S
PEAREORICENS(I)S DE ALABRVPE
IN HONORE BEATI IOH(ANN)IS
B(A)B(TIST)E ET S(AN)C(T)I IOH(ANN)IS EV(AN)G(E)L(IST)E
VI KALENDAS IANVARII
[H]OC ALTARE SACRAVIT
Im Jahr 1117 hat Wilhelm d'Auberoche, Bischof von Périgueux, zu Ehren des seligen Johannes des Täufers und des Heiligen Johannes des Evangelisten am 6. Tag vor den Kalenden des Januar diesen Altar geweiht.
Ihm folgte 1142 sein Amtsbruder aus Bordeaux mit der Weihe eines weiteren Altars. Im Jahr 1120 müssen dem Kapitel des Priorats sieben Mönche angehört haben. Das Kirchenbauwerk ist um die Mitte des 12. Jahrhunderts fertiggestellt worden.
Sein Langhaus besaß vermutlich zunächst noch keine steinernen Einwölbungen, sondern eine flache Holzbalkendecke. Statt des rechteckigen Chors gab es in einer östlichen Stirnwand eine schmalere halbkreisförmige Chorapsis. Das Schiff war innen noch nicht durch Pfeiler und Gurtbögen in Joche unterteilt. Die Glockentürme sind erst nach Fertigstellung des Schiffs nachträglich errichtet worden. Das erkennt man im Innern an den Blendarkaden der Längswände und der Westwand, deren Arkadennischen in Teilen hinter den Turmwänden verschwinden.

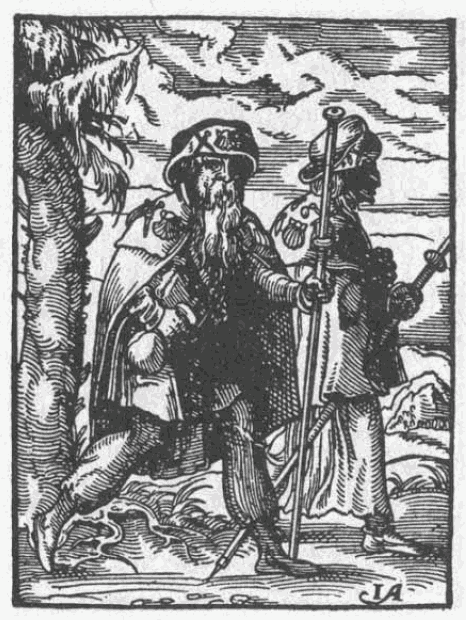
Jakobspilger, Darstellung von 1568

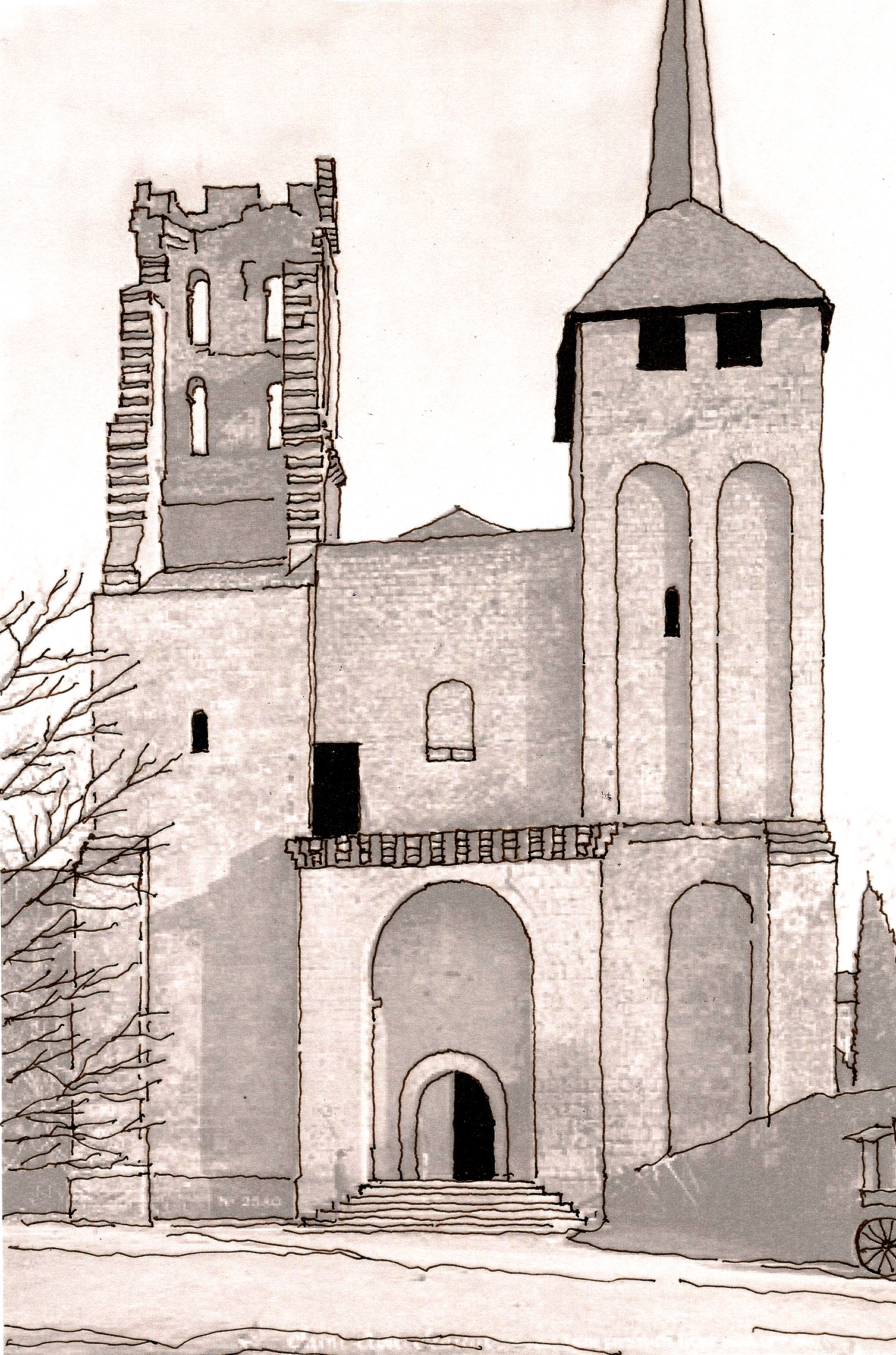
Westwerk, Handskizze nach Foto aus 2. Hälfte des 19. Jhs., ohne Wehrattika, Tribüne ohne Brüstung!

Die Annahme, dass das Schiff in der Romanik mit drei Kuppeln eingewölbt gewesen sein soll, scheidet schon deshalb aus, da zwar die ersten beiden Joche mit ihrem quadratischen Grundriss einem Kuppelkreis Platz geboten hätten, nicht aber das dritte Joch, dass nicht quadratisch, sondern deutlich rechteckig ist. Darin hätte eine immer kreisförmige Kuppel nicht untergebracht werden können. Denkbar wäre es allerdings, dass die gotischen Kreuzrippengewölbe Vorgänger in Form von romanischen Kreuzgratgewölben hatten, mit den breiten Gurtbögen auf Pfeilern, wie sie heute noch vorhanden sind.
Die Nutzbarmachung des Neubaus in Bauabschnitten wurde forciert, um sie dem Besuch von Jakobspilgern zugänglich zu machen und um an ihren Spenden zu partizipieren. Die teilweisen Fertigstellungen fielen zusammen mit der Blütezeit der Pilgerfahrten nach Santiago de Compostela, die für die Christen nördlich der Pyrenäen eine unvorstellbare Popularität erreichten. In der ersten Hälfte des 12. Jahrhunderts zogen die Pilger zu Hunderttausenden nach Santiago. Eine der vier Hauptrouten des Jakobsweges in Frankreich, die Via Lemovicensis, von Vezelay nach Ostabat, kreuzte bei Sainte-Foy-la-Grande die Dordogne. Saint-Avit-Sénieur lag immerhin etwa 50 Kilometer östlich davon entfernt.

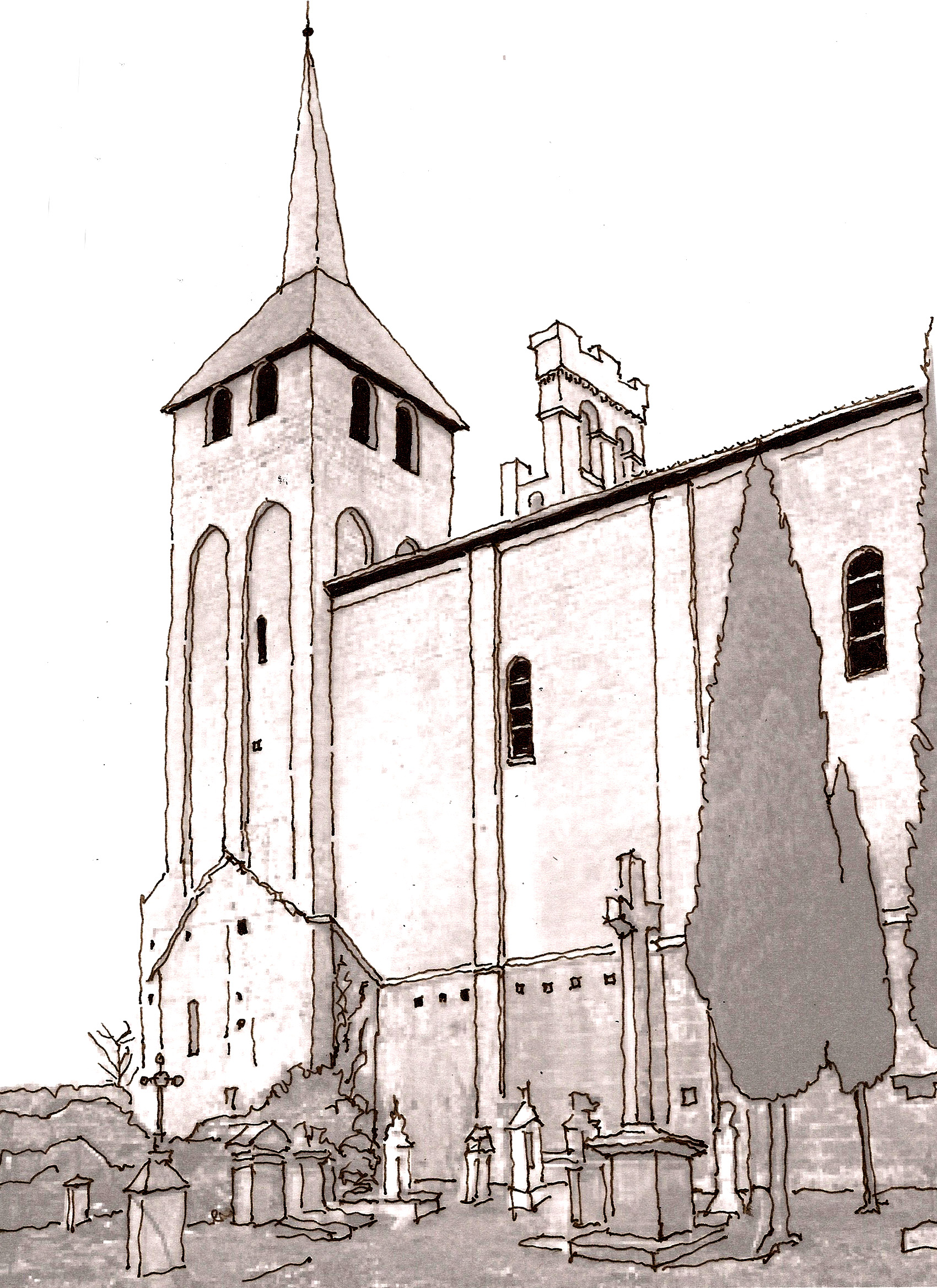
Südansicht, Handskizze nach Foto aus 2. Hälfte des 19. Jhs., ohne Wehrattika!

Nach Mitte des 12. Jahrhunderts begann das „Gezänk“ um Aquitanien zwischen England und Frankreich und die Pilgerströme ließen nach, was auch für das Priorat mit der gerade erst fertiggestellten Pilgerkirche Einbußen bedeutete. Die Kriege des 13. und 14. Jahrhunderts brachten einen dramatischen Einbruch der Pilgerfahrten im Südwesten des heutigen Frankreich, die erst in unseren Zeiten wieder auflebten.
1214 wurde die Kirche durch die Katharer in Brand gesetzt. Im weiteren 13. Jahrhundert stieg ein Mönch aus Saint-Avit-Sénieur zum Bischof von Pamplona auf.
Im 14. Jahrhundert wurde die Kirche mit Wehreinrichtungen ausgestattet, wie die zinnenbekrönten Attiken, die Zinnen und Maschikulis der Narthexbrüstung, der Wehrbalkon auf der Chorgiebelwand und die inneren Wehrgänge mit ihren Treppenaufgängen. Offensichtlich fiel in diese Zeit auch die Errichtung von befestigten Mauern, begleitet von Trockengräben, um das ganze Kloster, einschließlich der Kirche und dem noch erhaltenen alten Pfarrhaus.
Vermutlich im 15. Jahrhundert wurde das Schiff mit den heute noch erhaltenen spätgotischen (?) Kreuzrippengewölben überdeckt, die von ungewöhnlich breiten Gurtbögen umgeben sind und ihre Lasten in ebenso groß dimensionierte quadratische Pfeiler abtragen. Es gibt in den Quellen allerdings auch Mutmaßungen, dass die nur leicht angespitzten Gewölbe schon im 13. Jahrhundert eingebaut worden sind.
Im 16. Jahrhundert wurde das Kloster dem benachbarten Saint-Cyprien unterstellt. Die Religionskriege (1562–1598) hatten zu neuen Schäden geführt, die am nördlichen Glockenturm noch heute zu sehen sind. Die Hugenotten übernahmen 1576 die Gebäude und massakrierten die Chorherren. Im Jahr 1585 belagerten sie die Truppen des Vicomte de Turenne. Damals erreichte die Bedeutung von Saint-Avit ihren absoluten Tiefstand. Die Ruinen des Klosters wurden nicht wieder aufgebaut, und der ehemalige Hof des Kreuzgangs diente von nun an als Friedhof für den Ort.
1685 ist das Kapitel demjenigen von Sarlat angegliedert worden. Im selben Jahrhundert wurde die ehemals vorhandene halbrunde Apsis der Kirche durch ein rechteckiges Joch ersetzt.
In den französischen Quellen (siehe Weblinks) gibt es eine ganze Reihe recht alter schwarzweißen Fotos, vermutlich aus der zweiten Hälfte des 19. Jahrhunderts. Die meisten zeigen die Kirche mit den hohen Attiken, und den darauf ruhenden Dachtraufen, wie sie heute noch zu sehen sind. Es gibt aber auch drei wahrscheinlich etwas ältere Fotos als die anderen, auf denen diese Attiken fehlen, und die Dachtraufen auf ihren ursprünglichen Traufgesimsen aufliegen! Man könnte daraus schließen, dass diese wehrtechnischen Ausrüstungen schon einmal entfernt gewesen sein müssen, aber gegen Ende des 19. Jahrhunderts im Rahmen von Restaurierungsarbeiten wiederhergestellt worden sind. Das gilt auch für die Brüstung des offenen Narthex des Westwerks.
Auf einem der älteren Fotos ist die damalige Nutzung des ehemaligen Kreuzganghofs als Friedhof zu erkennen. Der Südturm wurde damals von einem hölzernen Helm mit Schiefereindeckung gekrönt, aus einem Pyramidendach mittlerer Neigung, von dem eine nadelschlanke Spitze hoch aufragte.

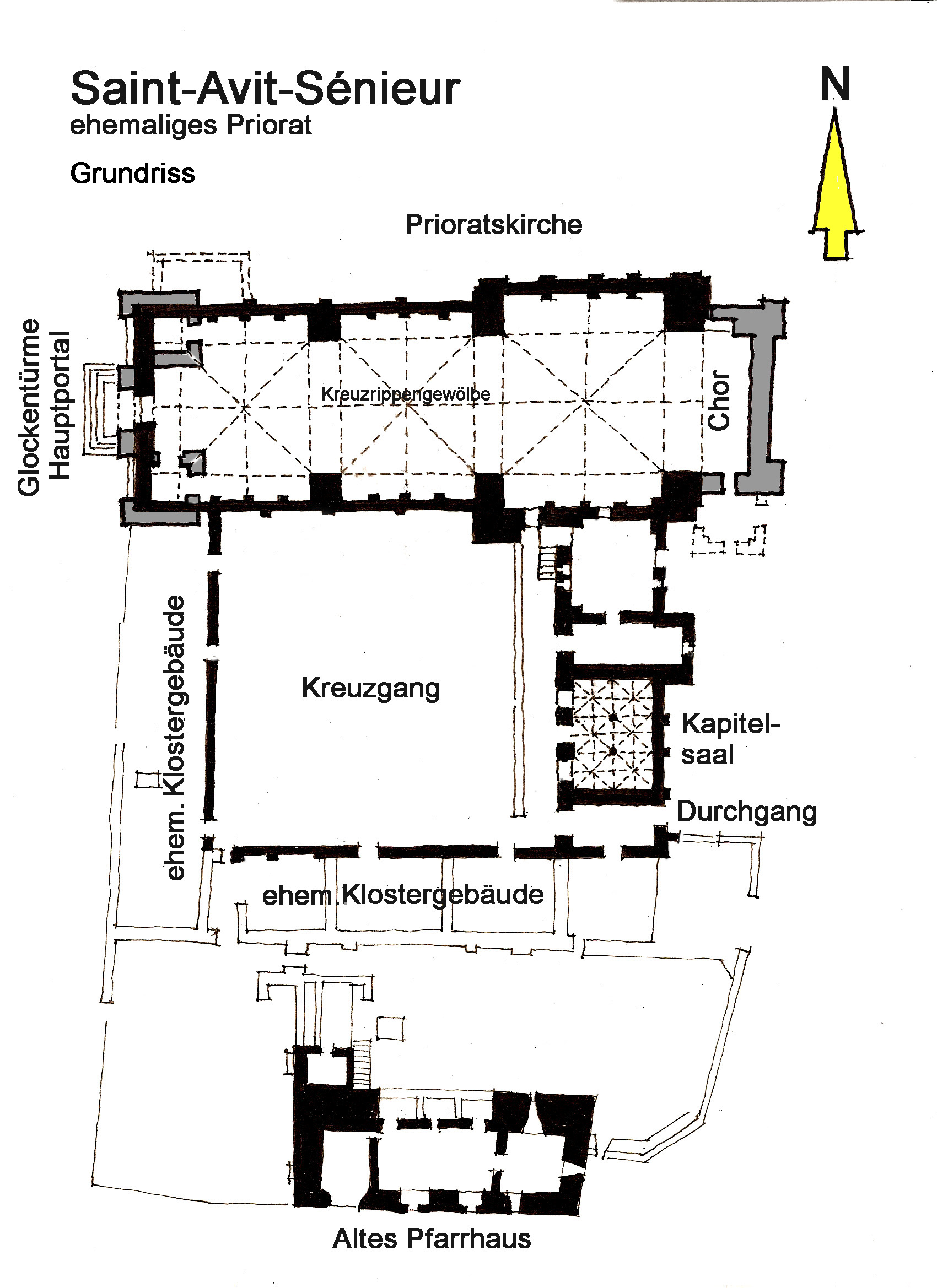
Grundriss, Handskizze

1880 bis 1890 erfolgte eine nur „oberflächliche“ Restaurierung der Kirche. Etwa 100 Jahre später drohte der Einsturz und machten dringend das Einschreiten der Denkmalschutzbehörden notwendig. Die Sanierungsarbeiten erfolgten von 1998 bis 2001.
Seit 1998 ist die Kirche als Teil des Weltkulturerbe der UNESCO „Jakobsweg in Frankreich“ ausgezeichnet.

## Bauwerke

### Ehemalige Abteikirche
Abmessungen:
Maße ohne Pfeilervorlagen, zirka
Äußere:
- Gesamtlänge (Vorderseite Narthex bis Chorgiebel): 56 m
- Breite Langhaus in Joch drei: 20 m
- Breite Langhaus Joch eins und zwei und Chor: 17 m
- Traufhöhe Langhaus: 19 m
- Gesamthöhe (Nordturm): 31 m

Innere:
- Länge: 52 m
- Höhe Gewölbescheitel: 17–18 m
- Breite Langhaus der vorderen beiden Joche und des Chors: 15 m
- Breite Langhaus im Joch drei: 18 m

#### Äußere Erscheinung

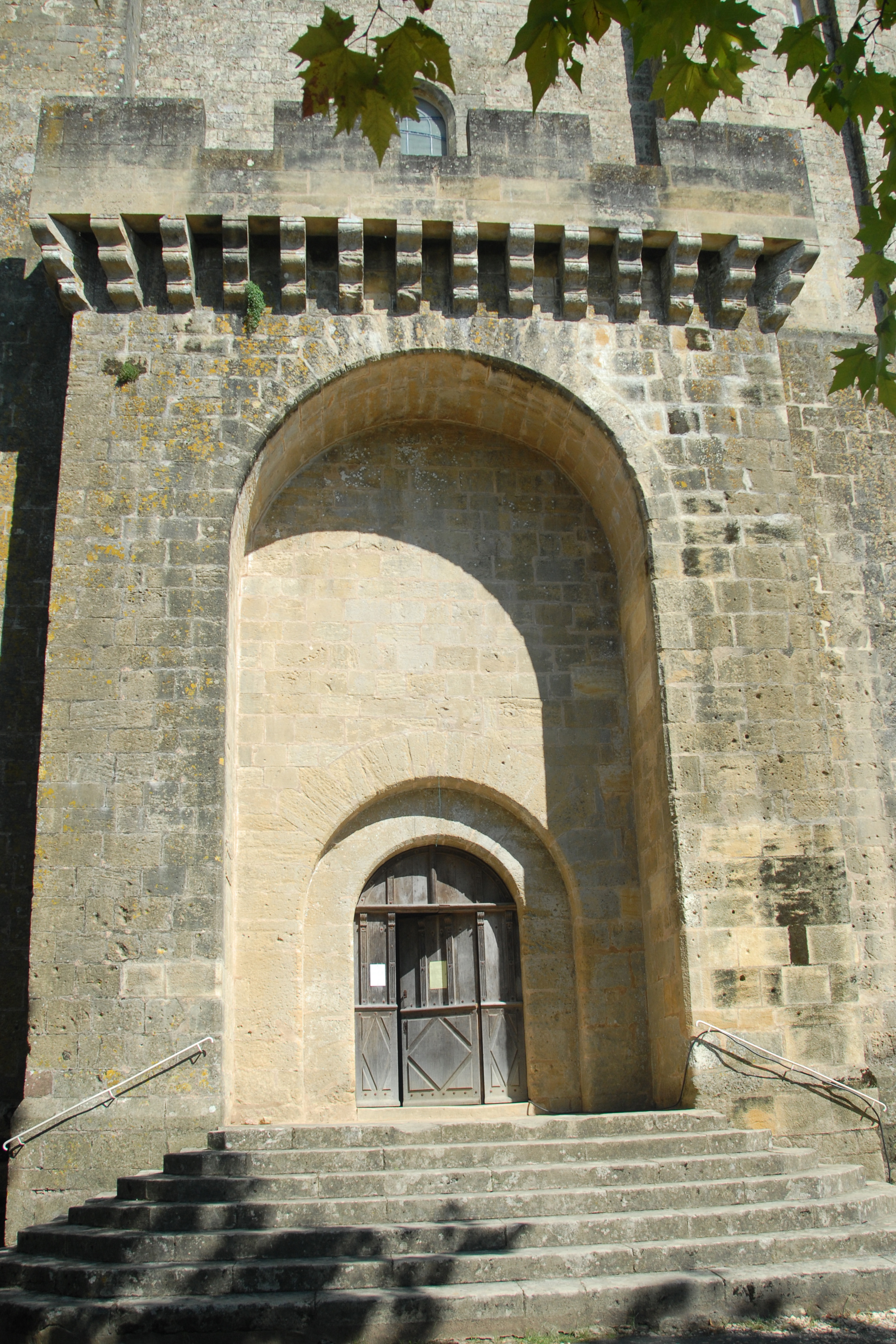
Narthex mit Hauptportal, Empore mit Maschikulis und Zinnen

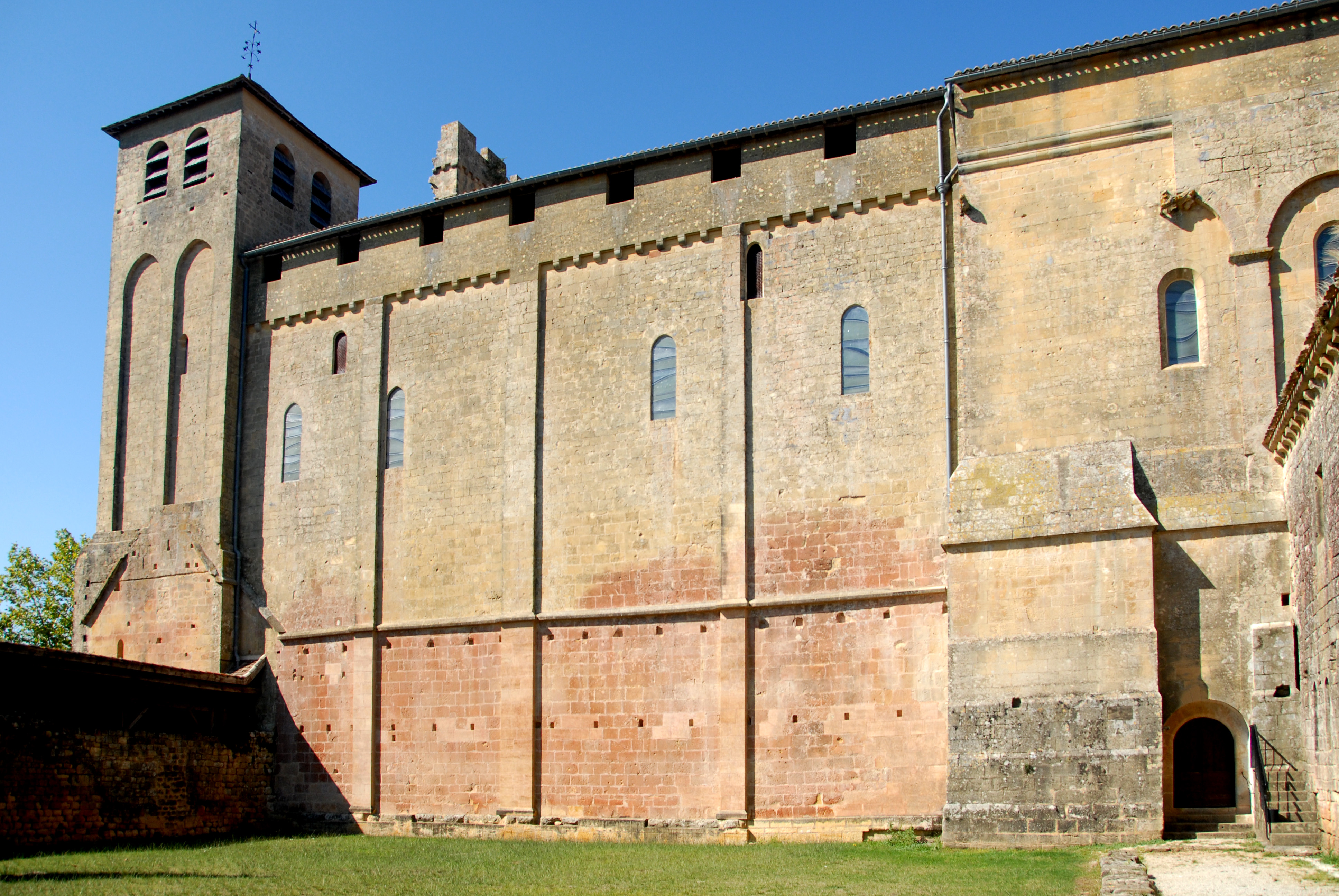
Prioratskirche von S, unten Anschluss ehem. Nordgalerie des Kreuzgangs
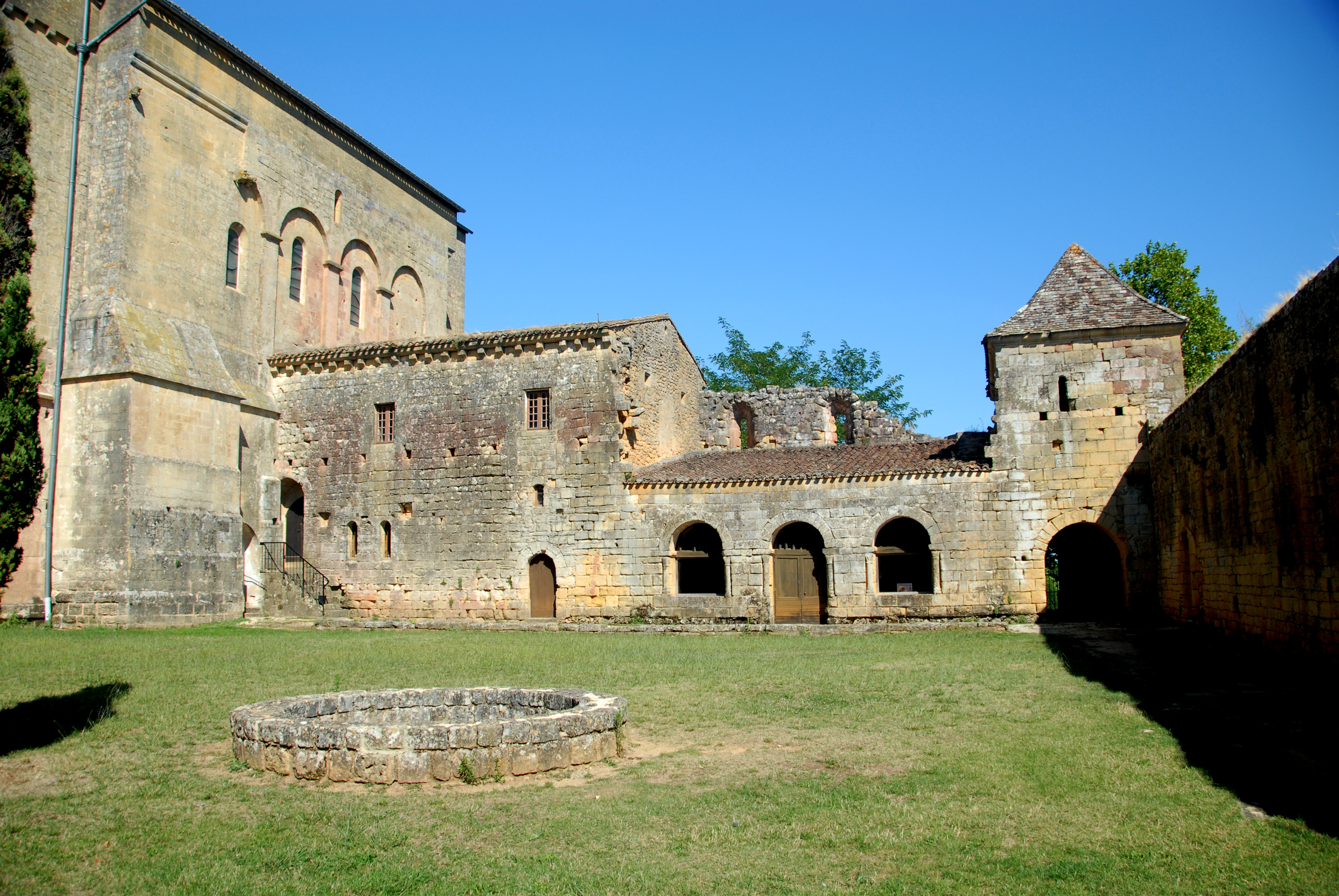
Ostflügel Klostergebäude von SW, rechts Kapitelsaal
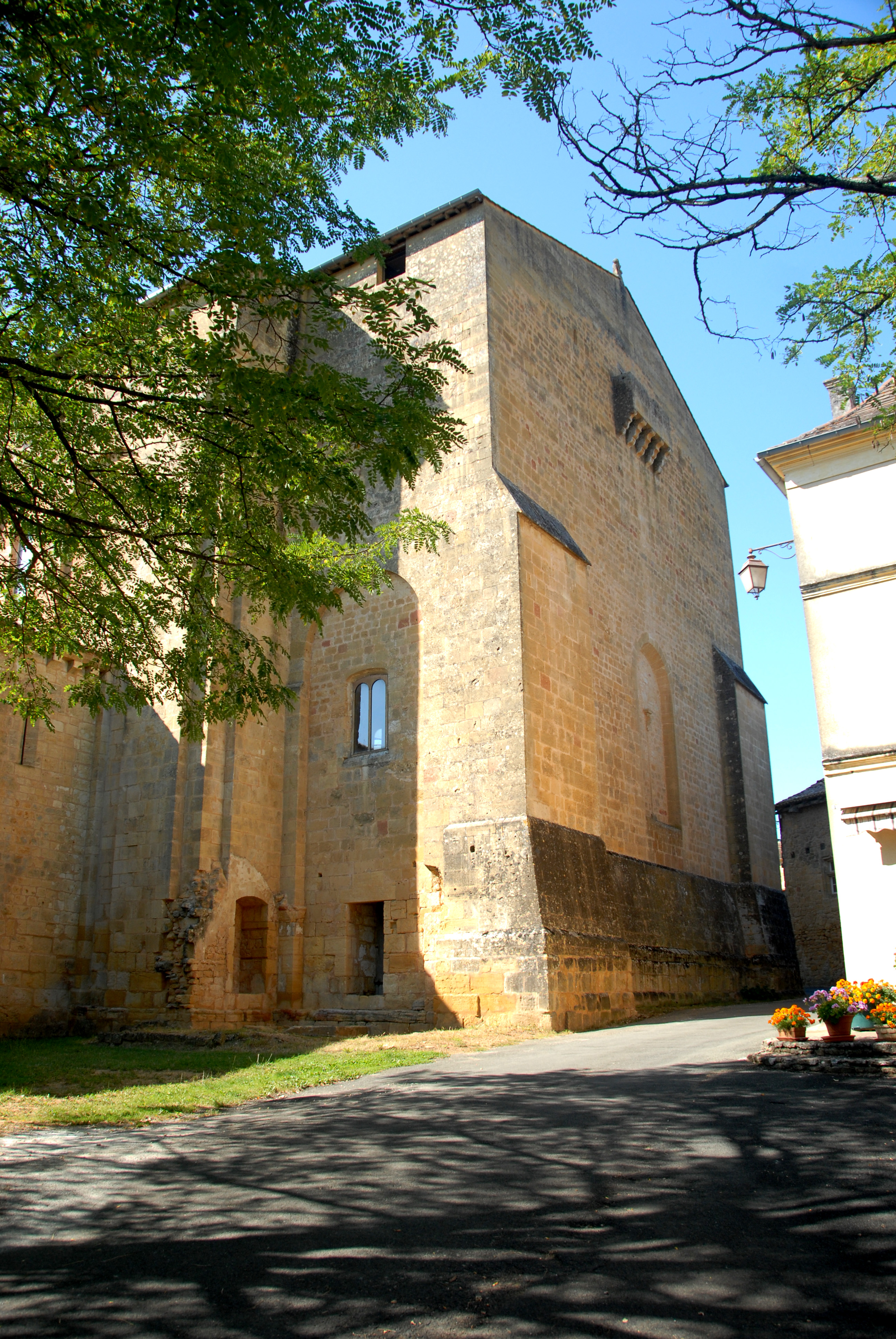
Chorhaupt von SO
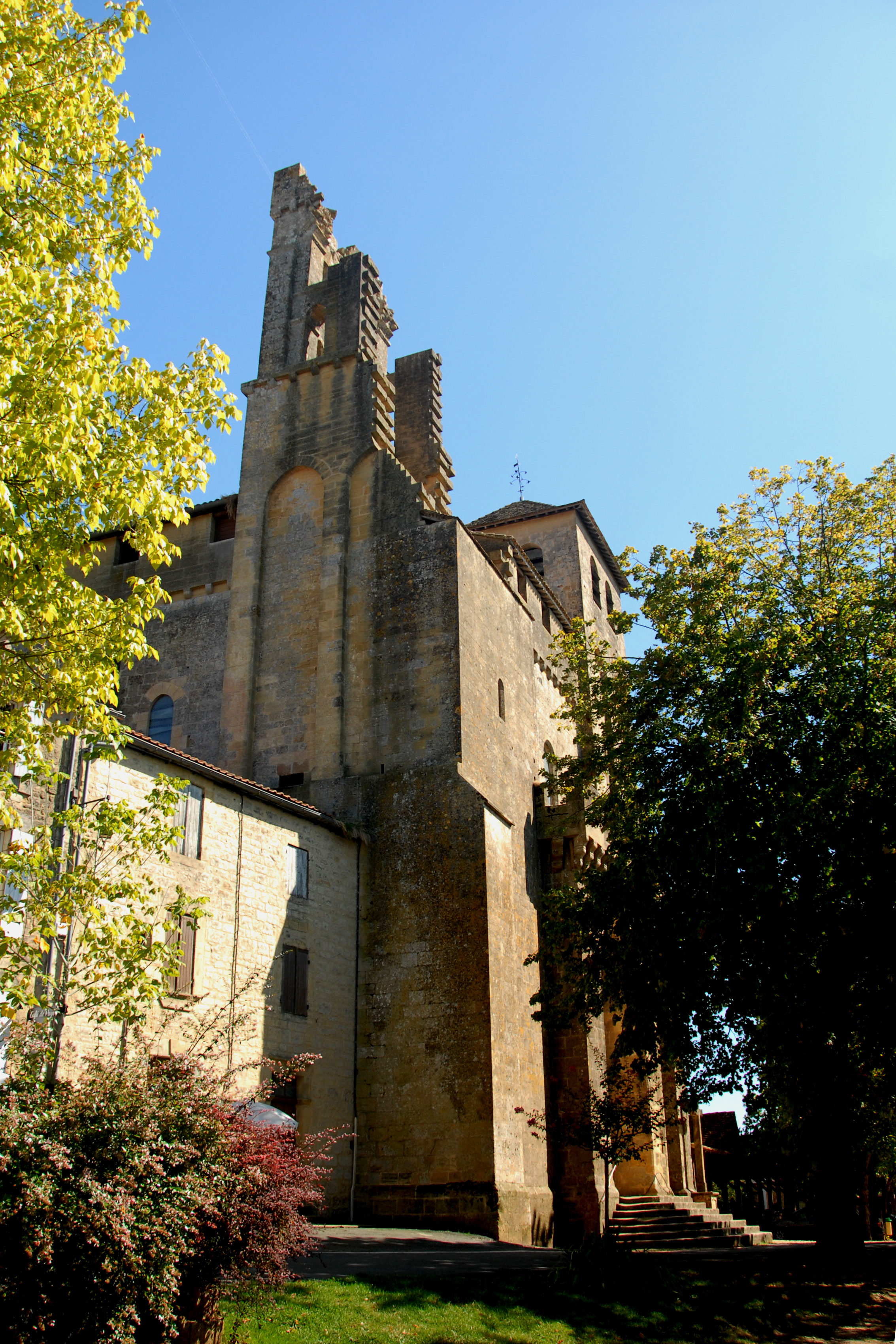
Westwerk von NO
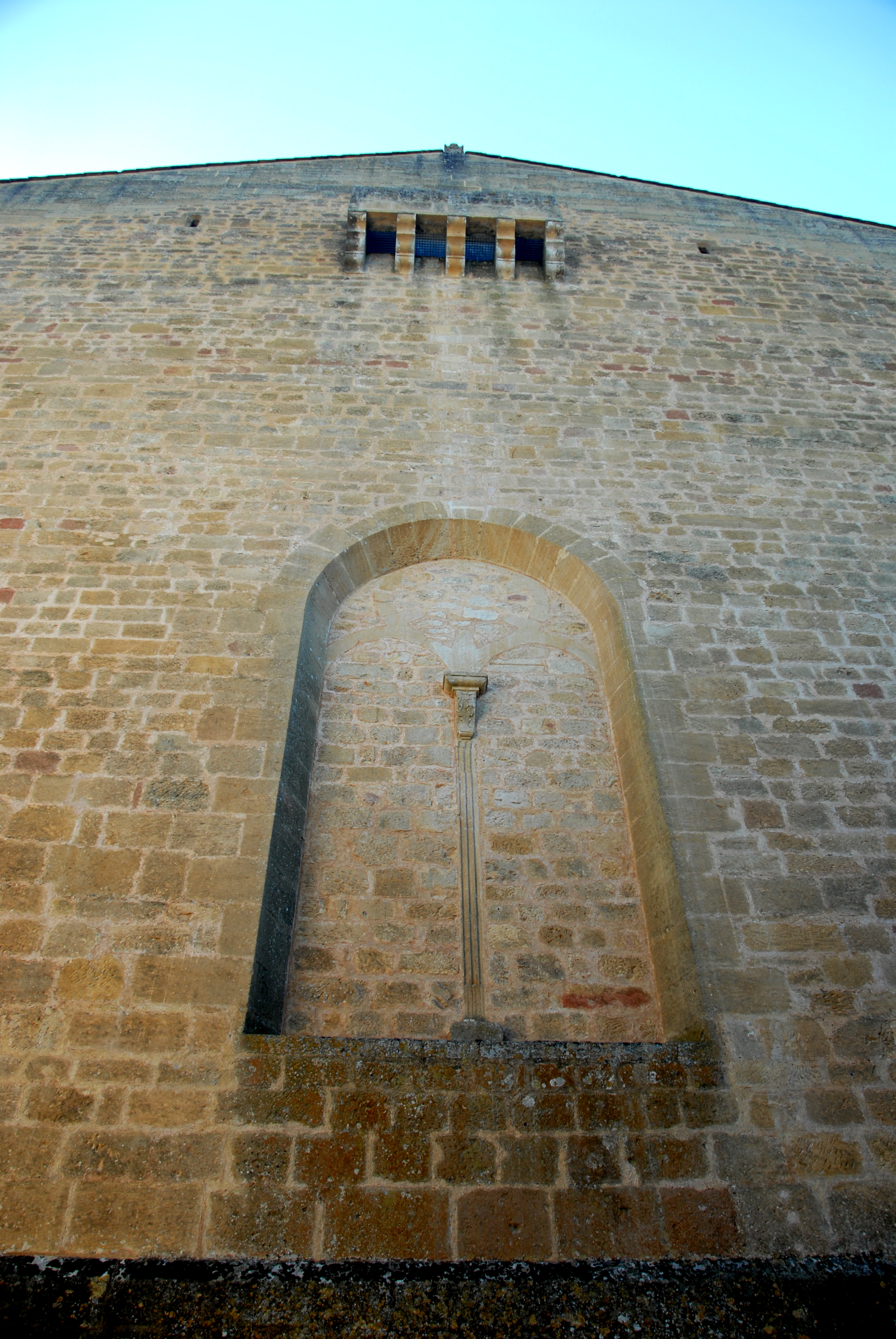
Chorgiebel, Balkon mit Maschikulis
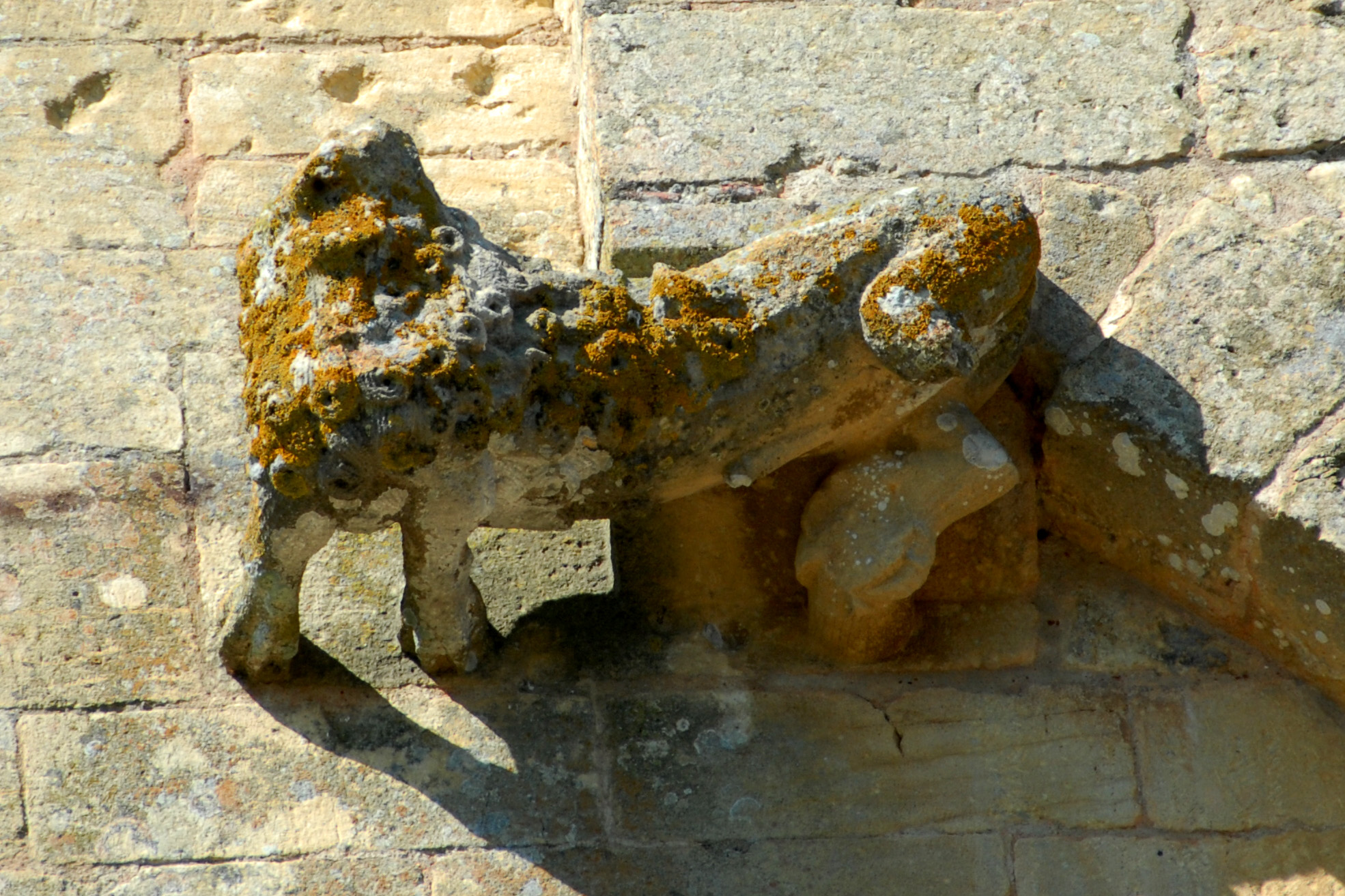
Löwe auf Südwand des Schiffs
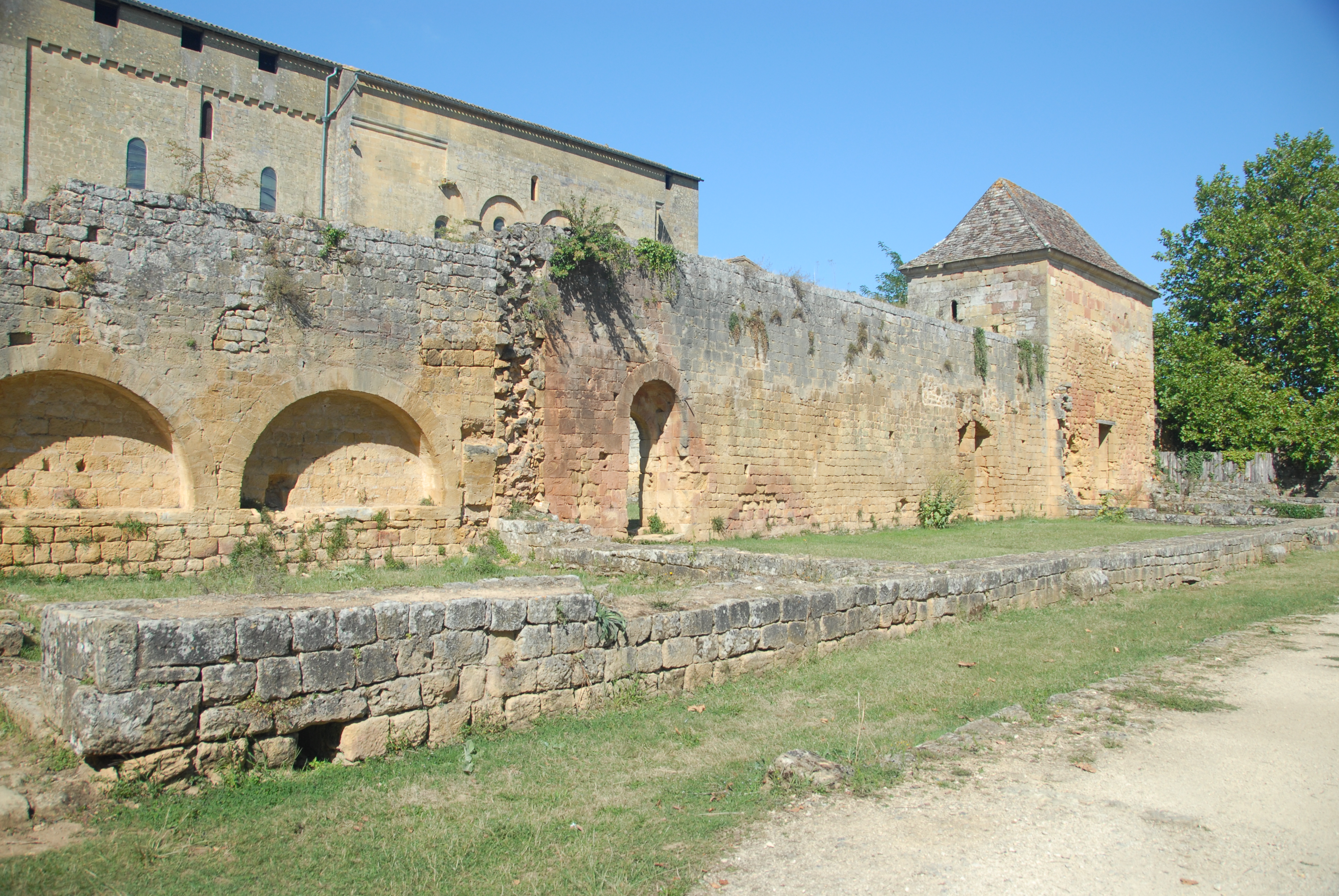
Klostergebäude, Reste des Südflügels
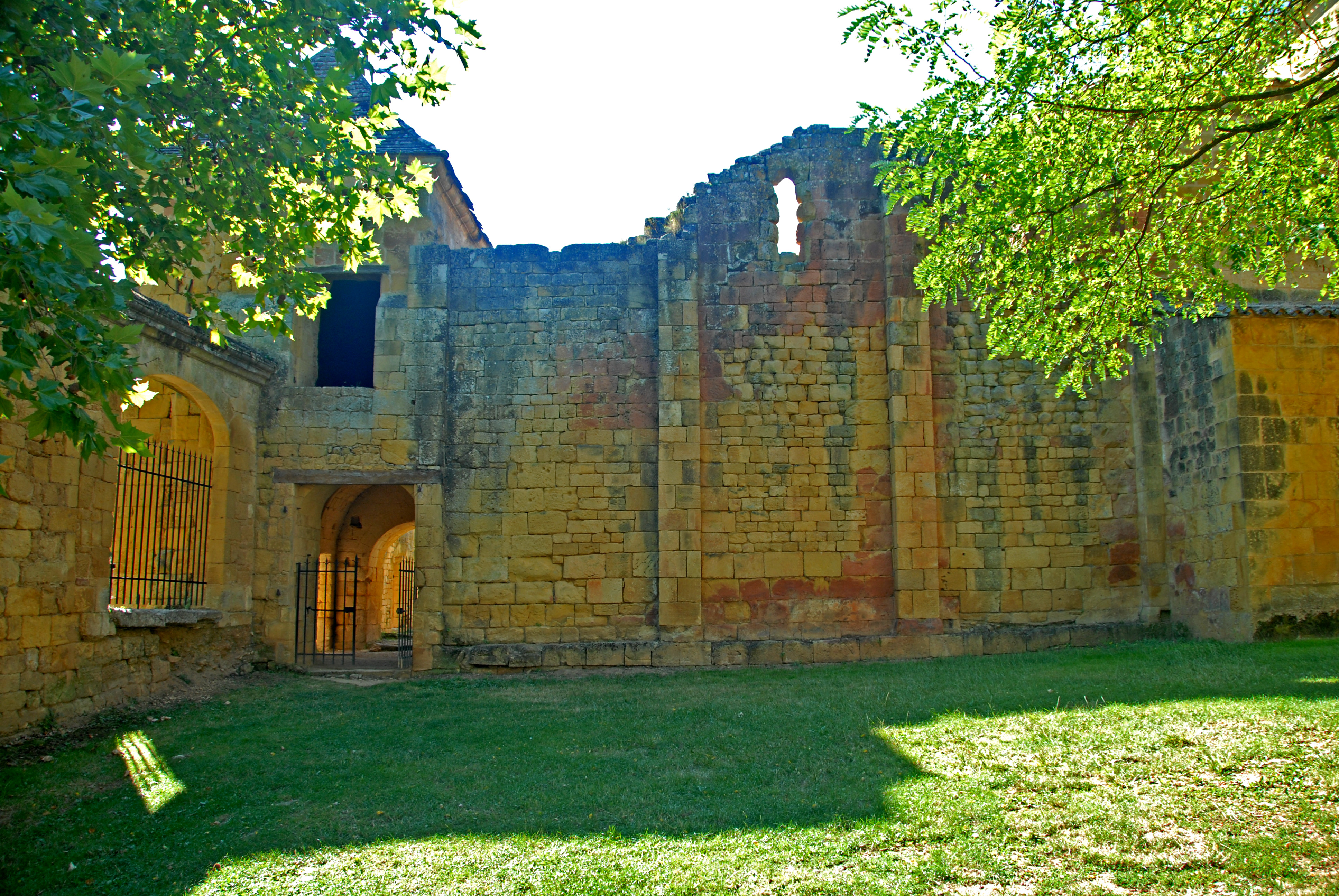
Klostergebäude, Ostflügel von Osten

Das Gebäude der ehemaligen Abteikirche präsentiert sich als ein wuchtiger Block aus beigefarbenem bis grauem Mauerwerk aus großformatigem Kalkwerkstein, mit dem Erscheinungsbild einer wehrhaften Festung, inmitten der kleinmaßstäblichen Häuser des kleinen Dorfes. Ihre Langhauswände sind mehr als doppelt so hoch wie das benachbarte dreigeschossige Haus. Die winzigen Fensteröffnungen, kaum größer als Schießscharten, und ihre ungewöhnliche Höhenlage verstärken noch den Charakter als Wehrkirche.
Bei der Wehrausstattung, die laut den Quellen im 14. Jahrhundert errichtet worden ist, handelt es sich im Wesentlichen um die knapp drei Meter hohen Aufmauerungen der ehemaligen Traufgesimse, die von Batterien von Kragsteinen unterstützt werden. Diese Attiken besaßen ganze Reihen von Zinnen, wie man sie auf den Kronen von Burgmauern findet. Durch die spätere Erhöhung der flach geneigten Satteldachkonstruktion des Langhauses bis über die Zinnen, mit weit ausladenden Traufüberständen, wurden aus den Zwischenräumen der Zinnen Fensteröffnungen, die man heute noch sieht. Die Dächer sind mit rötlichen Hohlziegeln im römischen Format (auch Mönch-Nonnen-Ziegel genannt) eingedeckt.
Der Aufriss des Langhauses im Bereich der ersten beiden Joche, und der des Chores weisen untereinander fast gleiche Umrisse auf. Der Langhausabschnitt dazwischen, im Bereich des dritten Jochs, ist um gut drei Meter breiter.
Am westlichen Ende des Langhauses wird das Schiff von zwei im Grundriss fast quadratischen Glockentürmen auf etwa die Hälfte eingeengt. Sie bilden zusammen mit dem Mittelteil ein mächtiges Westwerk, etwas breiter als das Langhaus. Der Südturm ist mit einem flach geneigten Pyramidendach abgedeckt, mit dem es den Langhausfirst kaum überragt. Knapp unter seinen Traufen sind auf jeder Seite zwei rundbogige Schallluken ausgespart. Der Nordturm ist einmal beträchtlich erhöht worden. Auf jeder Seite der Erhöhung befanden sich vier rundbogige Schallluken. Die Aufstockung ist auf der Westseite gut zur Hälfte eingestürzt. Die Turmseiten werden oberhalb des Erdgeschosses durch je zwei vertikal lang gestreckte Arkadennischen gegliedert.
Auf der Westfassade, ein wenig hinter die Türme zurückversetzt, befindet sich das rundbogige Hauptportal, mit zweifach abgestuften Laibungen, von einem offenen Narthex geschützt, der von einem Tonnengewölbe überdeckt wird. Auf der Decke der Vorhalle ist eine vom Innenraum zugängliche Tribüne angeordnet, die von hohen Brüstungen mit Zinnenkranz wehrhaft umschlossen wird. Die Brüstungen stehen auf mehrfach gestuften weit ausladenden Konsolen, deren Zwischenräume als Maschikulis ausgebildet sind. Die Fassade darüber wird wie bei den Seitenwänden des Langhauses durch die ehemalige Wehrattika und die Dachtraufe abgeschlossen.
Die seitlichen Langhauswände sind im Bereich der ersten beiden Joche von drei kräftigen Wandpfeilern, die bis unter das Kraggesims geführt sind, in vier Felder unterteilt. Die Außenwände des breiteren Langhausbereiches im dritten Joch weisen vier schlanke Arkadennischen auf, die fast über die ganze Wandhöhe reichen. Die kleinen rundbogigen Fensteröffnungen sind noch ein Stück über der mittleren Wandhöhe ausgespart. Sie befinden sich meist nicht in der Mitte der Felder.
Der Chor in Langhausbreite der Joche eins und zwei besitzt auf seinem Ostgiebel keine Fensteröffnung, stattdessen nur eine rundbogige Nische. An den Seitenkanten des Giebels verstärken kräftige Wandpfeiler die Wandecken, die gut über die halbe Wandhöhe hinaufreichen. Am Fuß der Giebelwand ist die Wandoberfläche ab etwa drei Metern Höhe nach unten steil nach außen abgeschrägt, zur Verbreiterung der Fundamente. Im Giebeldreieck, etwa in Höhe der Wehrattiken, kragt ein kleiner Balkon aus, der von kräftigen mehrfach gestuften Konsolen mit Maschikulis getragen wird, ebenfalls eine Wehreinrichtung. Auf den schmalen Seitenwänden des Chors ist je eine schlanke Arkadennische installiert, auf der Südseite mit einem Rundbogenfenster, kaum halb so hoch angeordnet wie die Langhausfenster. Darunter gibt es noch eine Nebentür. Hier war einmal ein kleines Gebäude angebaut, vielleicht eine Sakristei (siehe Grundriss und alte Fotos in Weblinks).

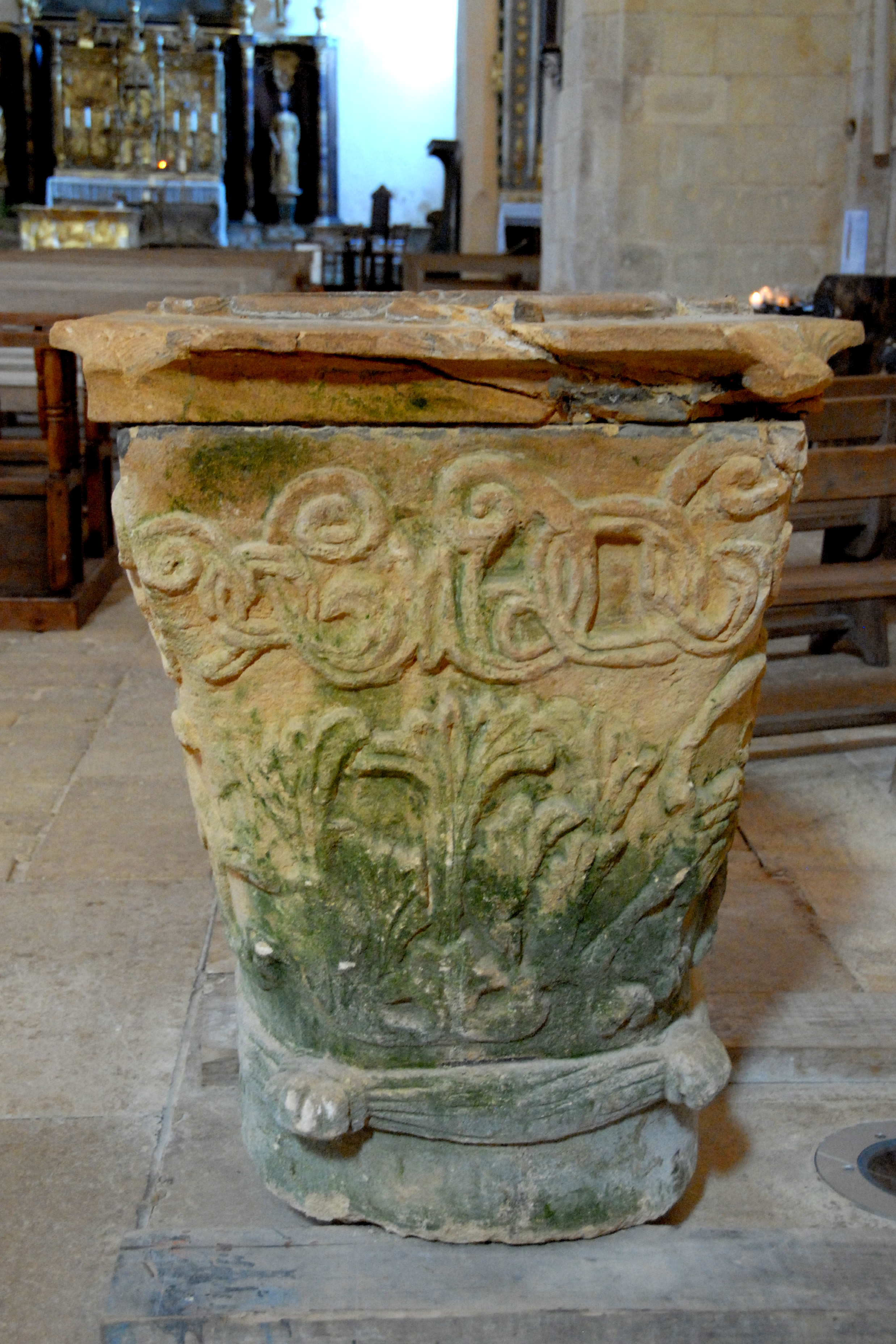
Taufstein, romanisches Relief

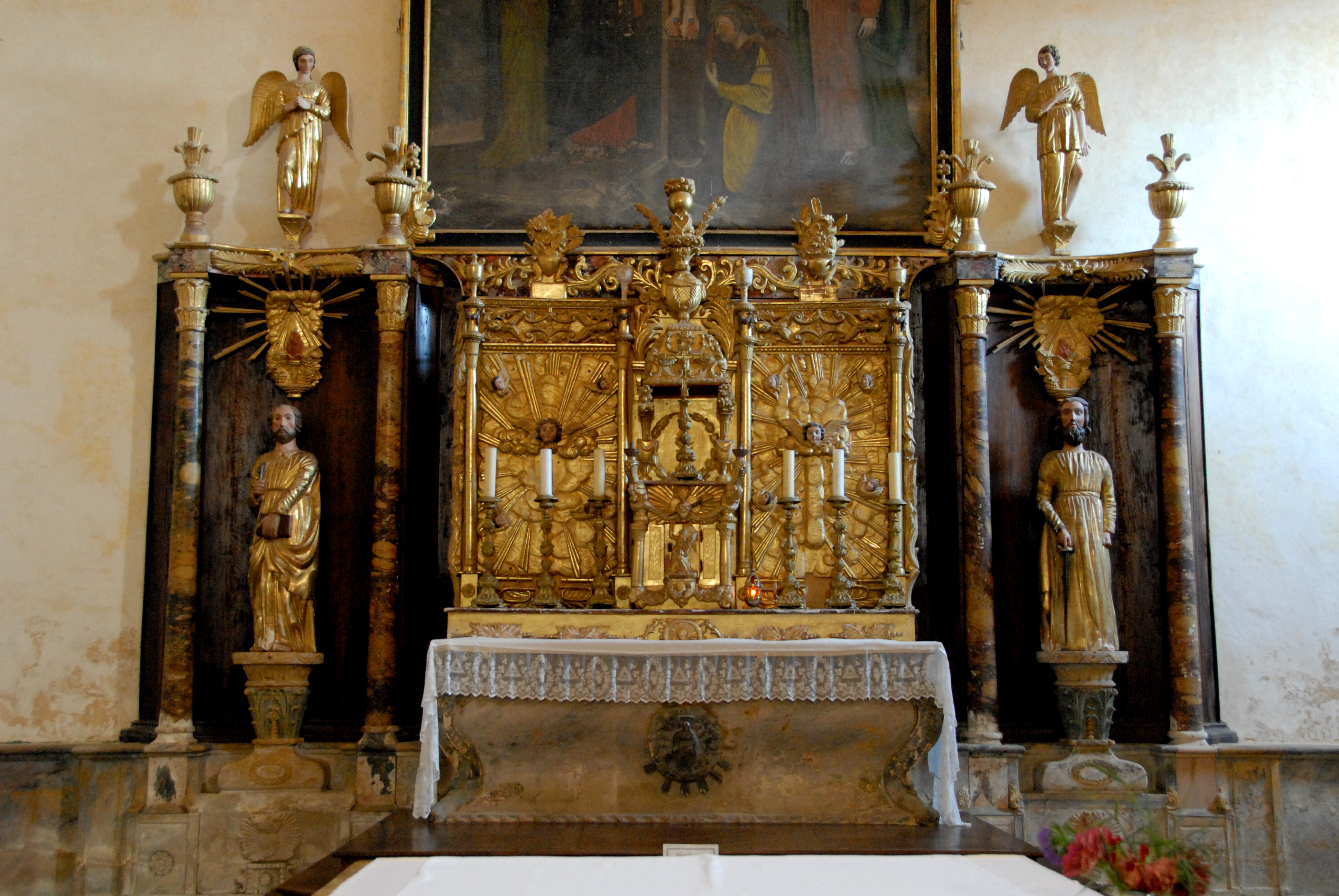
Hauptaltar

#### Inneres

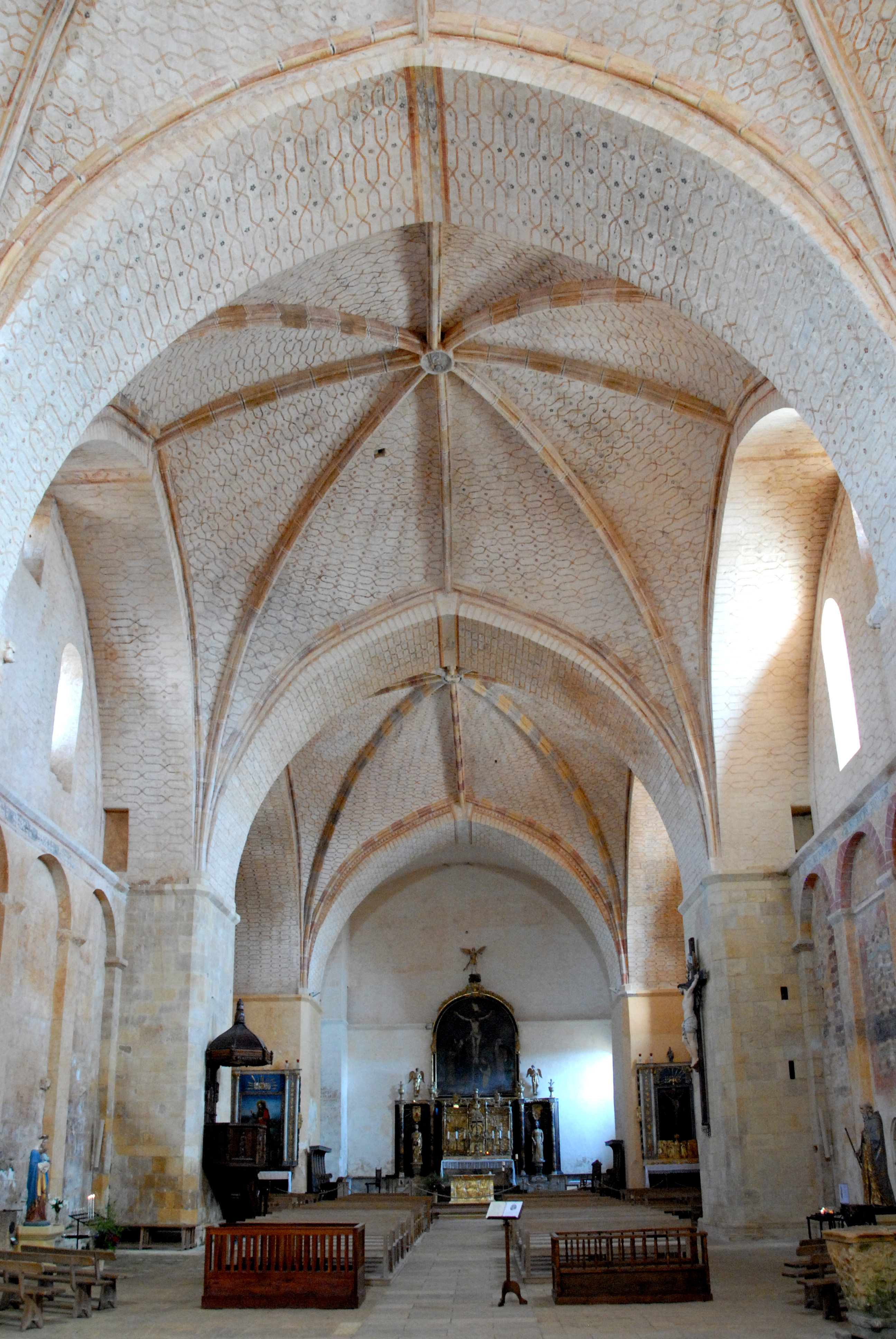
Schiff, Joche 2 und 3, Chor
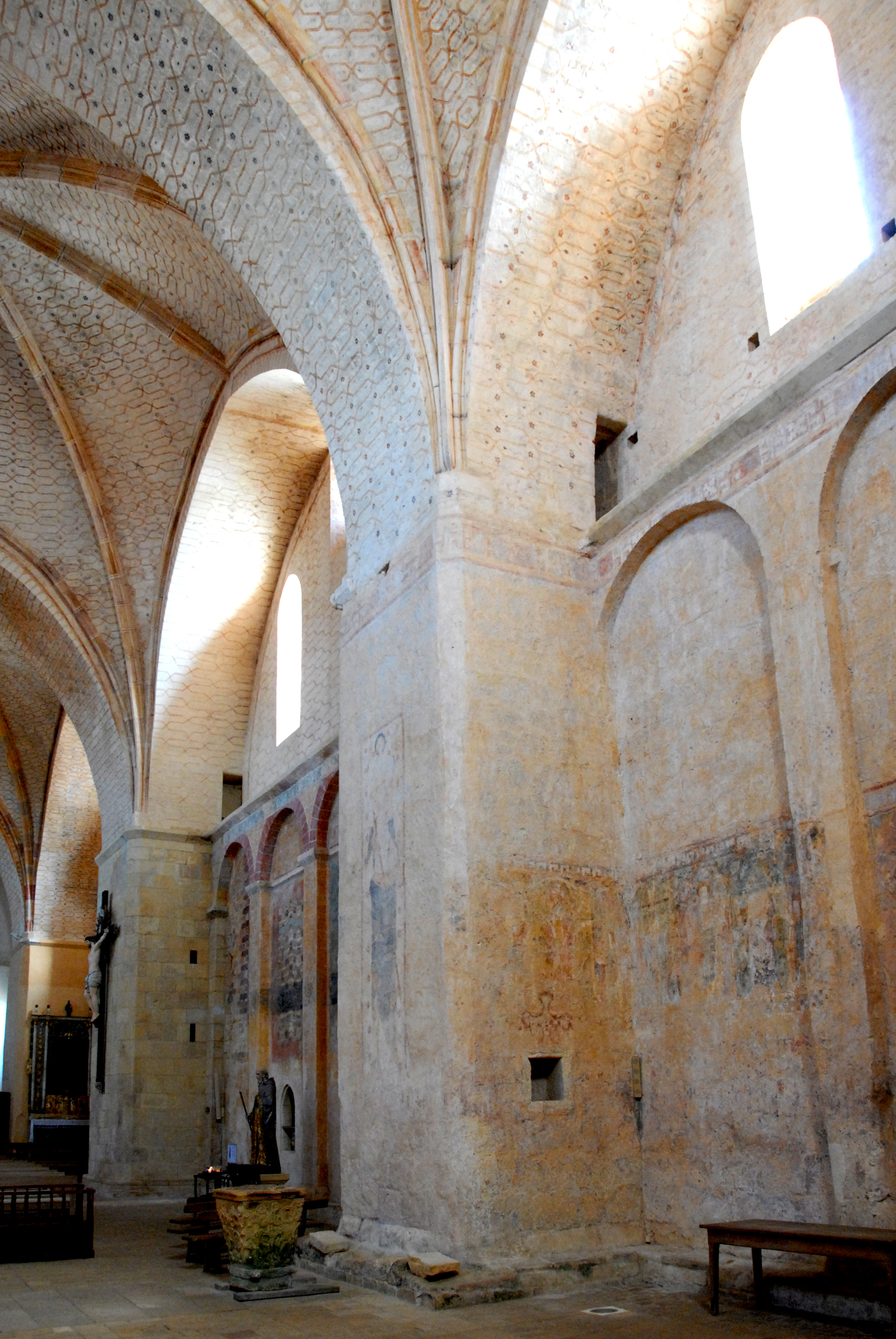
Mauerpfeiler zwischen Joch 1 und 2
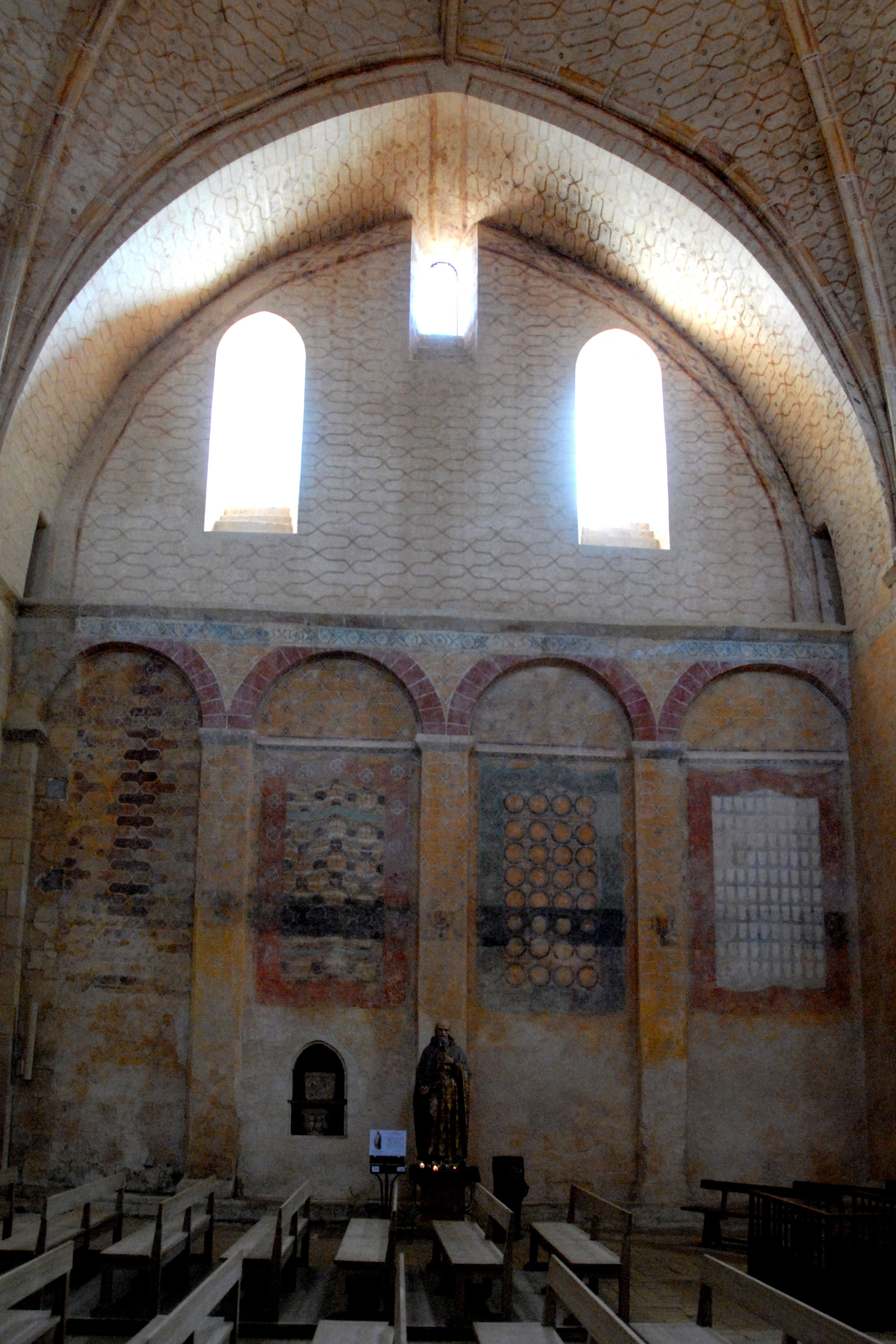
Südwand in Joch 2, mit Fresken
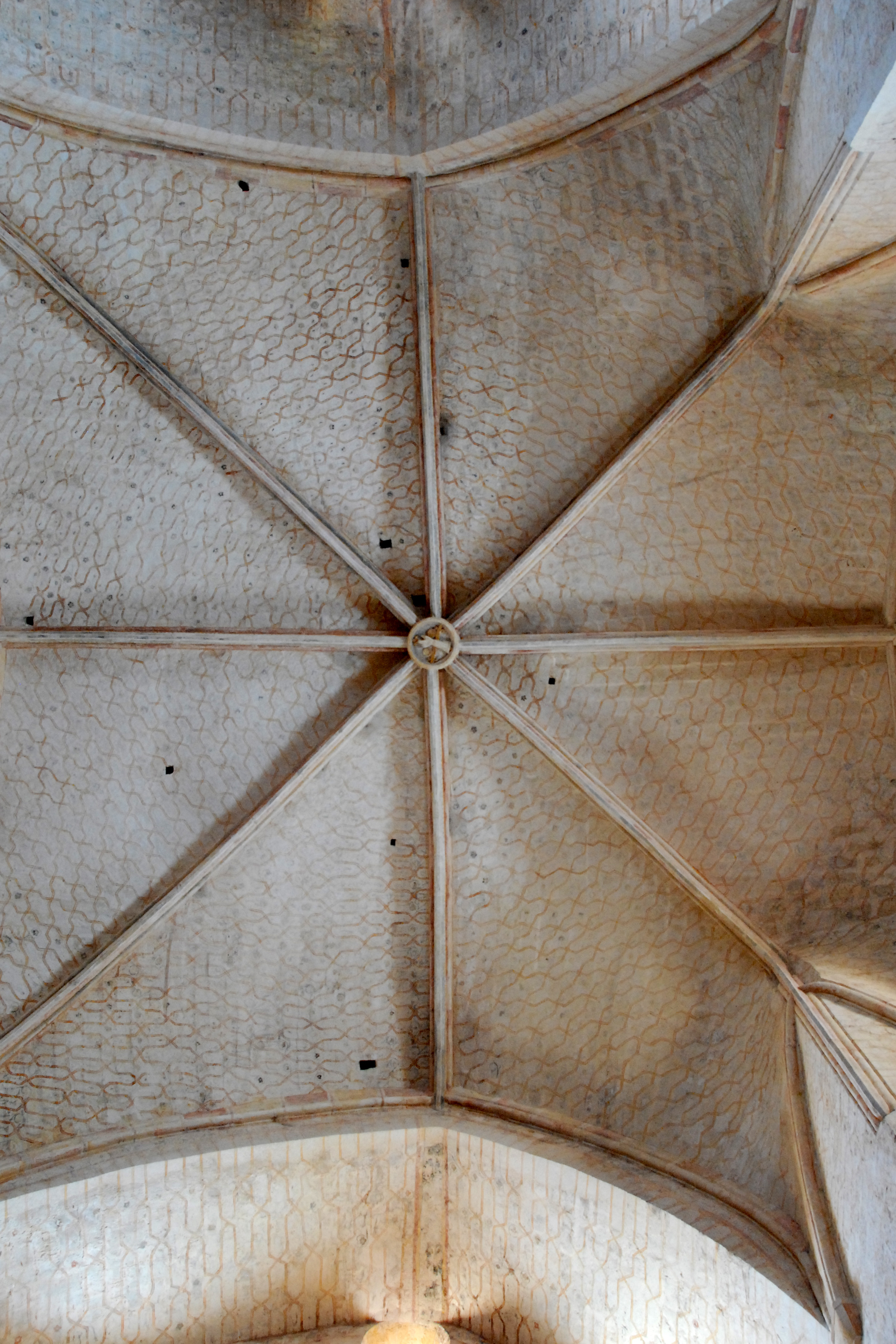
Gewölbe in Joch 1
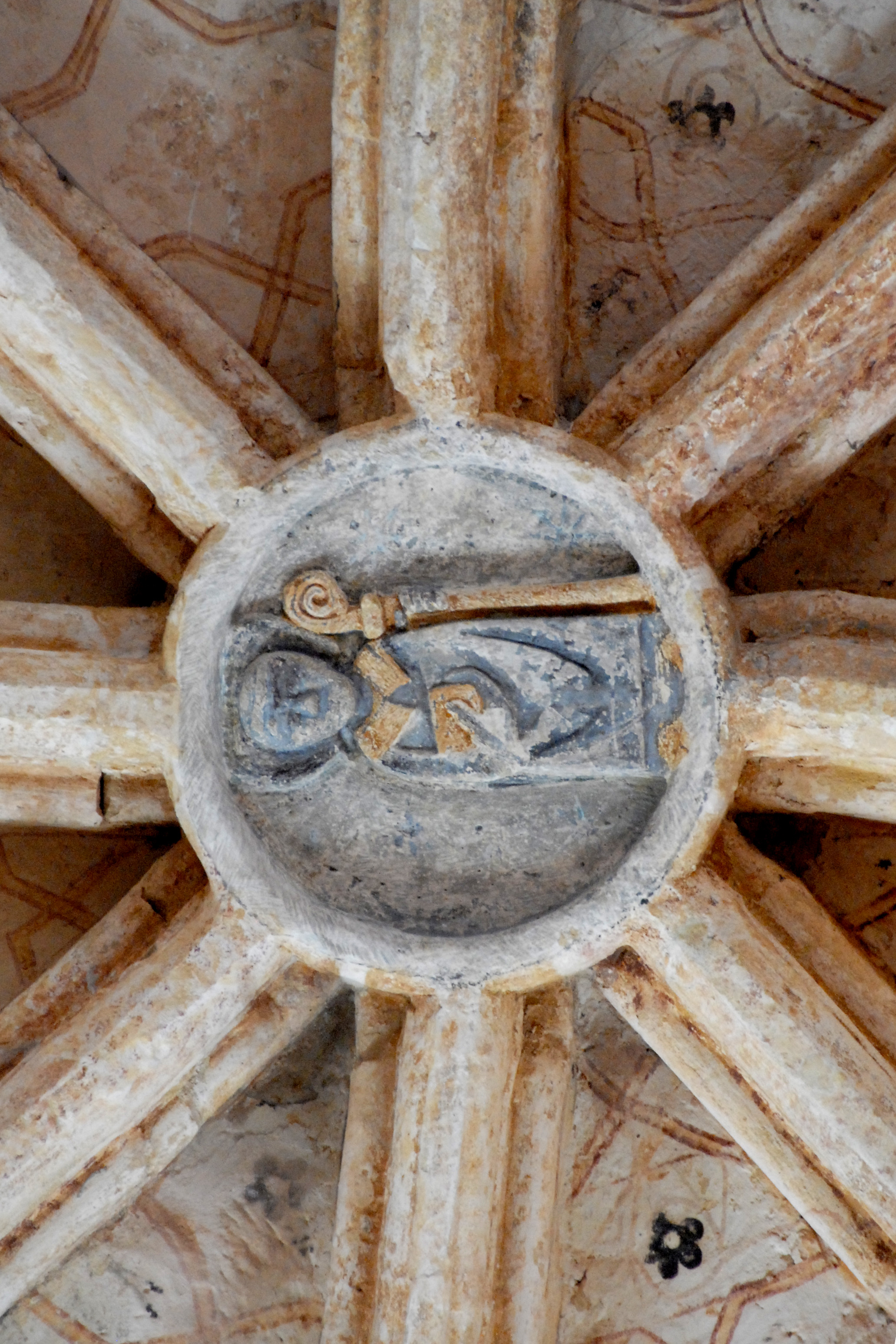
Schlussstein in Joch 2
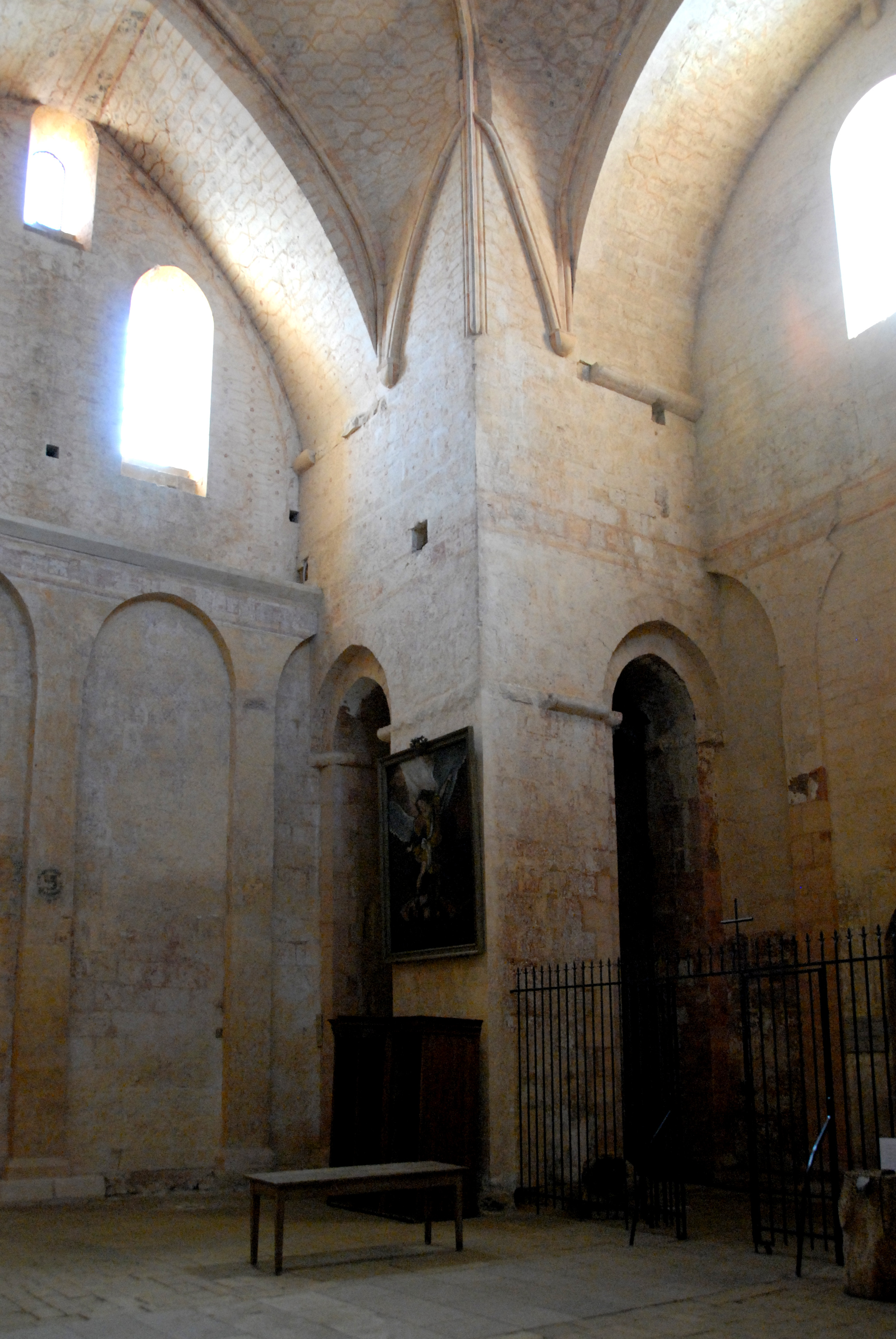
Südturm
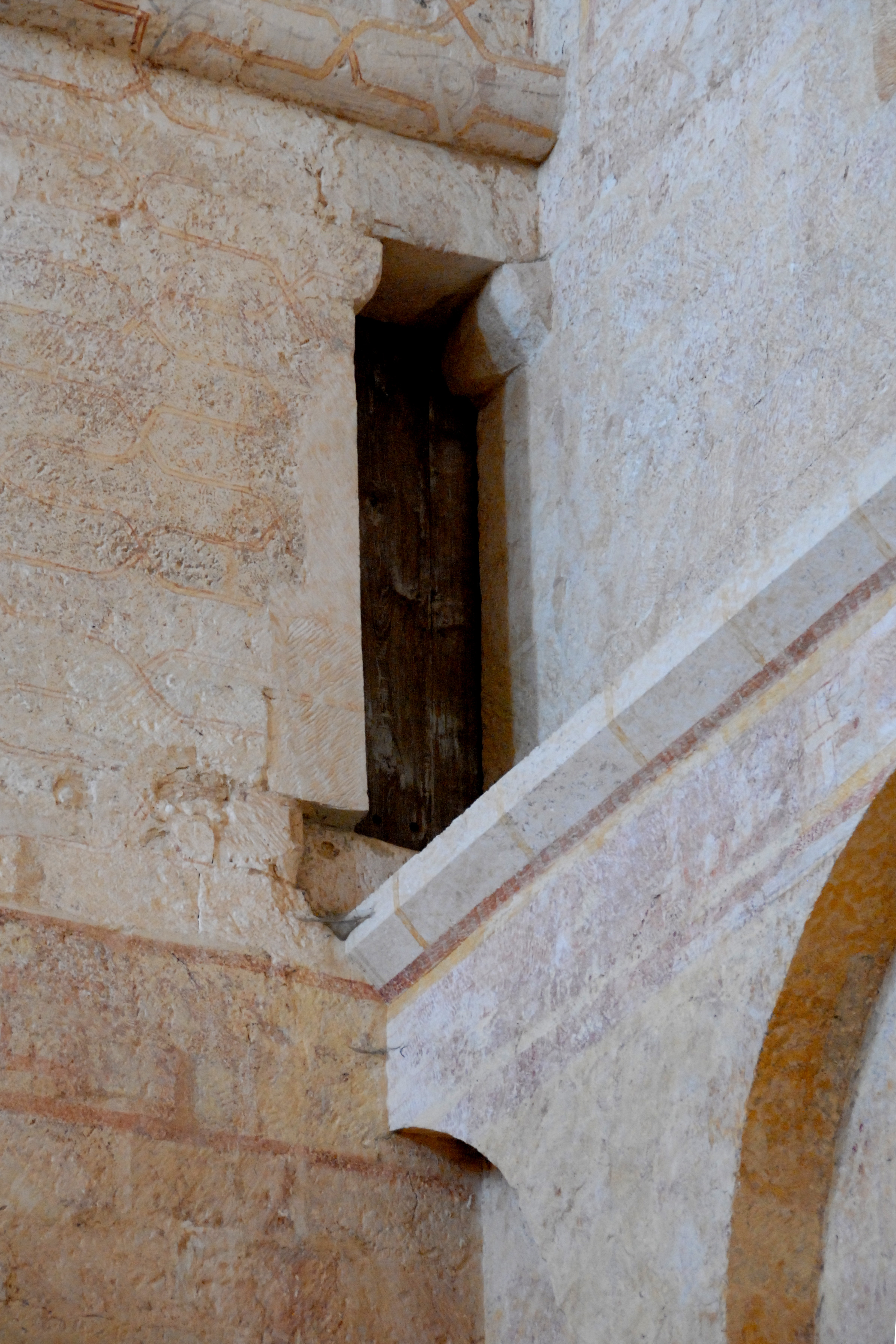
Wehrgang mit Durchlass in Nordturm
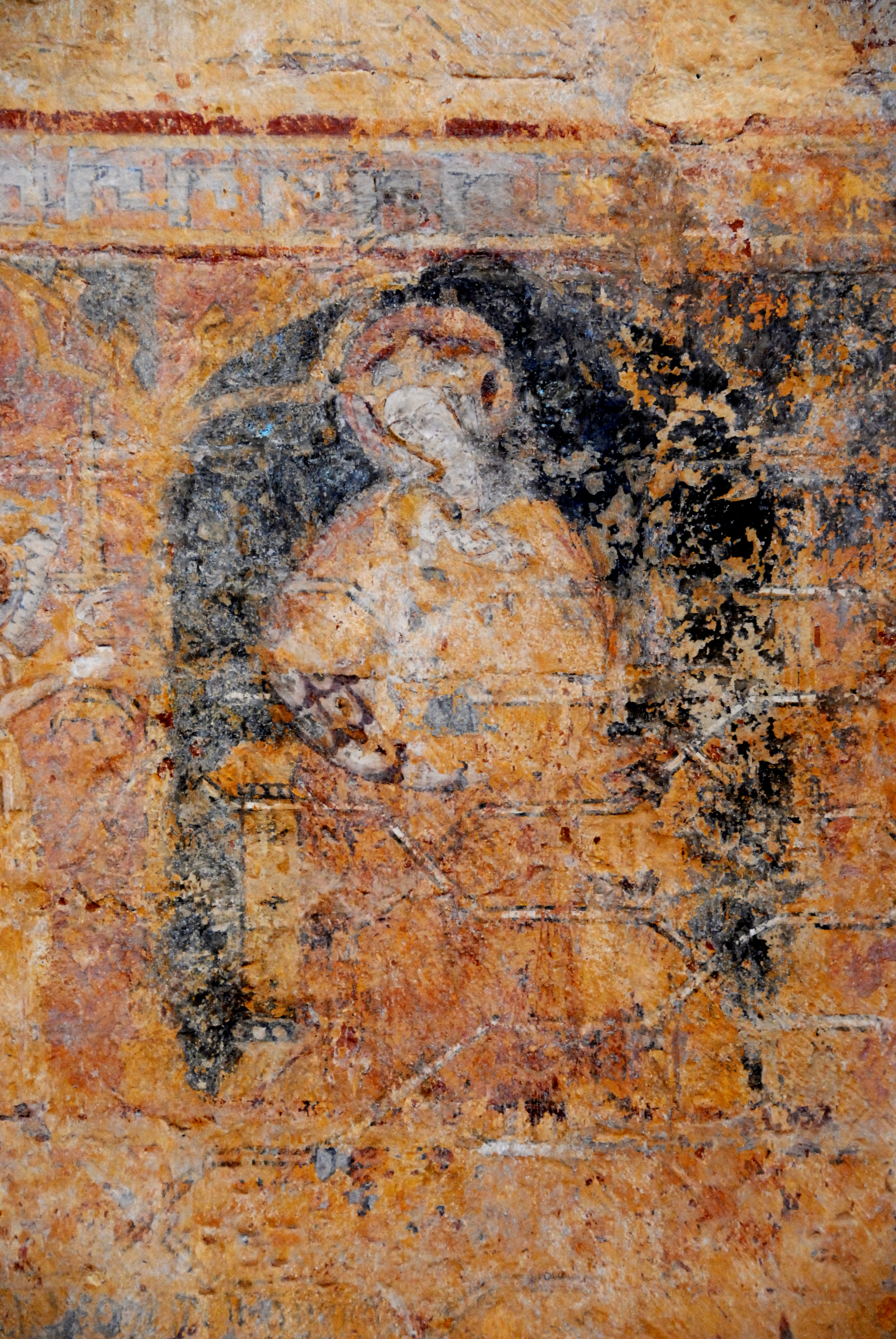
Fresko

Das einschiffige Langhaus wird geprägt durch seine drei achtgliedrigen Kreuzrippengewölbe, die allseitig von gut zwei Meter breiten Gurtbögen umgeben sind, die die Lasten der Wölbungen in die ebenso breiten, fast quadratischen Mauerpfeiler an den Außenwänden abtragen. Die Gewölbe der Joche eins und zwei sind quadratisch, das Gewölbe in Joch drei ist gleich breit wie die ersten beiden, jedoch deutlich länger. Sie erinnern ein wenig an Kuppeln, kommen aber an die Eleganz von Pendentifkuppeln nicht heran. Die Einwölbung des Schiffs, zusammen mit den außergewöhnlich breiten und nur leicht angespitzten Gurtbögen, ist eine wuchtig anmutende Konstruktion, die von der Leichtigkeit gotischer Tragwerke weit entfernt ist. Allerdings entsprechen die schlanken Rippen der Gewölbe durchaus gotischer Tradition. Die breiten Gurtbögen treten nur knapp aus den Gewölben hervor und werden an den freien Kanten von ähnlichen Rippen flankiert. Die Gewölbefelder, wie auch die Gurtbögen, sind mit einem Muster bemalt, dass an das Fugenbild von Mauerwerk aus flachen Ziegelsteinen erinnert.
Die Nischen zwischen den mächtigen Pfeilern an den Langhauswänden wirken fast wie Kapellenanbauten und dienten sicher auch wie diese zur Aufstellung von Nebenaltären und zur Präsentation von Reliquien in der Pilgerkirche. Im Joch drei sind diesen Nischen gut drei Meter tief und lassen an ein "Pseudoquerhaus" denken.
Auf den Außenwänden des Schiffs, außer der Westwand, verläuft in Höhe der Bogenansätze ein profiliertes Kraggesims, dass um die Mauerpfeiler als Kämpferprofil herumgeführt wird. Die von den Gurtbögen überwölbten Wandflächen der Joche oberhalb der Kraggesimse sind leicht zurückversetzt und bilden so Platz für einen inneren Wehrgang über dem Gesims. Die Wehrgangabschnitte der Joche werden mit Durchlässen in Größe schmaler Türen untereinander verbunden. An der Giebelwand des Westwerkes gibt es keinen inneren Wehrgang. Dort sind aber die Wehrgänge oberhalb der Gewölbe untereinander verbunden. Die vertikalen Verbindungen zu den inneren und äußeren Wehreinrichtungen erfolgen durch Treppen im Südturm und im südlichen Pfeiler zwischen Joch 2 und 3.
Die seitlichen Außenwände unterhalb der Kraggesimse werden in den Jochen jeweils in vier schlanke rundbogige Blendarkaden aufgelöst. In den Bogenfeldern oberhalb der Kraggesimse sind im unteren Bereich je zwei rundbogige Fensteröffnungen ausgespart, die von einem kleineren Fenster unmittelbar unter dem Bogenscheitel ergänzt werden. Im breiteren Joch drei kommt zu den beiden größeren Fenstern noch eins hinzu.
Im Gewölbe eins schnüren die beiden nachträglich eingefügten Glockentürme das Schiff auf etwa die Hälfte seiner Breite ein. Zwischen ihnen entstand ein Stück innere Vorhalle mit einer Einwölbung durch den Gurtbogen und Teile des Gewölbes. Die Turmwände bieten hier, anstelle der Pfeiler, die Auflager für die Gurtbögen des Gewölbes von Joch eins. Die inneren Wände des Südturms werden von zwei schlanken rundbogigen Durchlässen durchbrochen, beim Nordturm ist es nur eine Öffnung.
Das heutige rechtwinklige Chorjoch geringer Tiefe, mit flacher rundbogiger Einwölbung, knapp über dem letzten Gurtbogen, entstand im 17. Jahrhundert, als Ersatz für eine ehemalige runde Chorapsis. Das damals in der Giebelwand des Chors ausgesparte große rundbogige Fenster wurde später zugemauert, vermutlich um einem hohen Altaraufsatz Platz zu bieten. Der Chorraum wird daher nur noch von einem deutlich kleineren Fenster in seiner Südwand direkt belichtet.
Auf den Seitenwänden und den Gewölben des Schiffs finden sich in drei Jochen Überreste von Wandmalereien aus dem 13. Jahrhundert.
Zu den besonderen Sehenswürdigkeiten im Innern des Kirchenraumes zählt ein massives, kelchartiges Taufbecken, ein Monolith mit romanischer Reliefskulptur.

### Klostergebäude

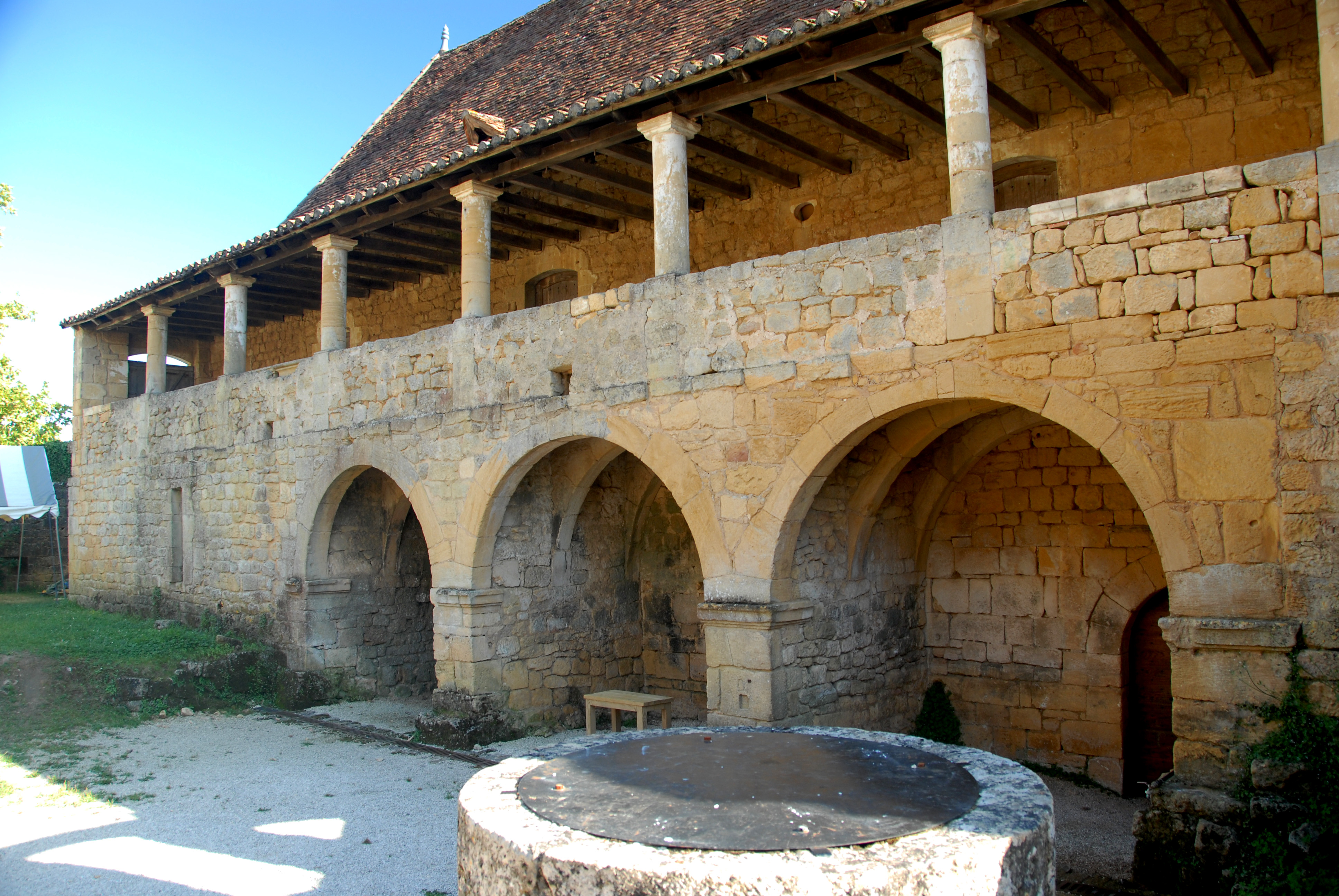
Ehem. Pfarrhaus, Nordgalerien

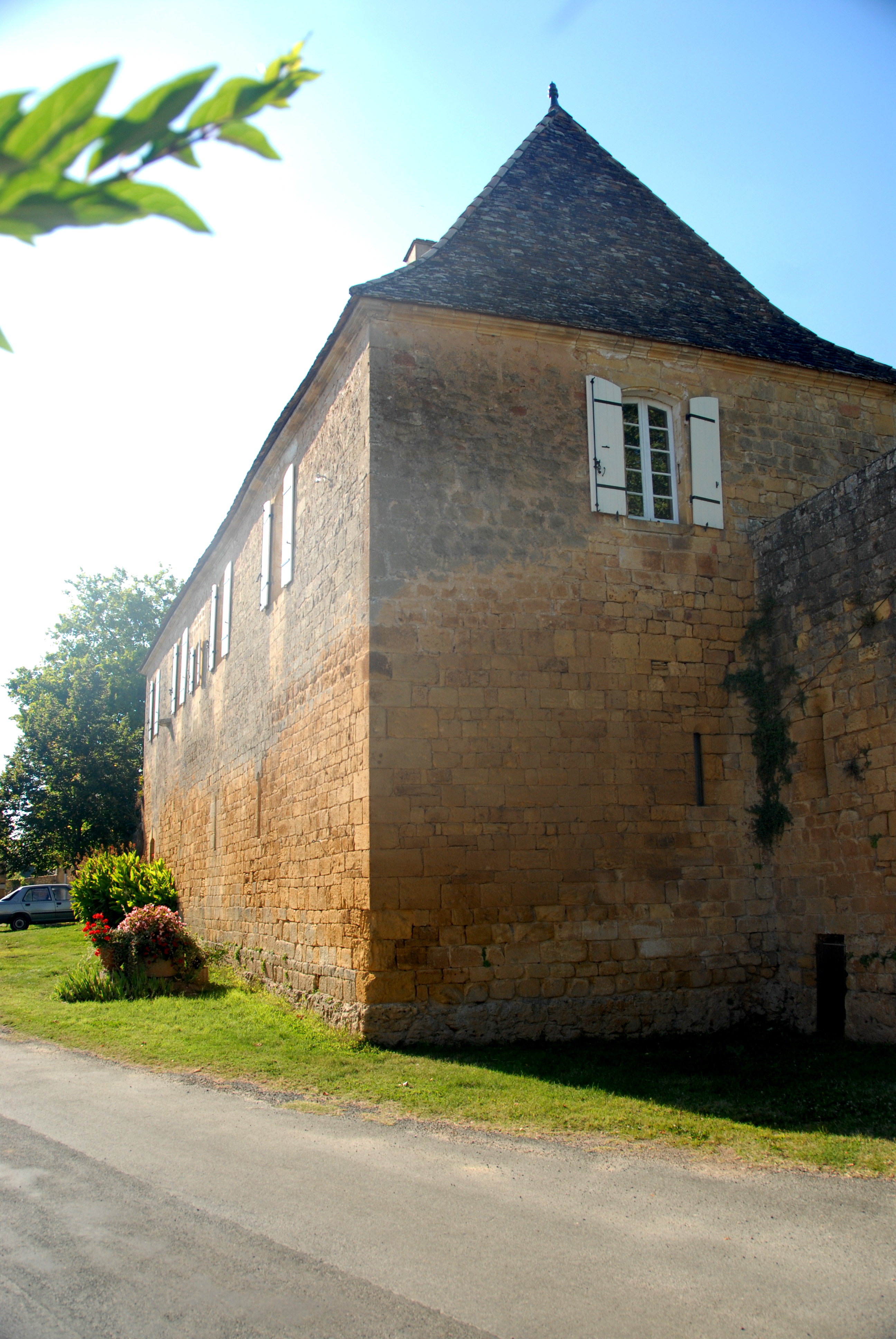
Pfarrhaus, eine kleine Festung

Auf der Südseite der Kirche stehen noch beachtliche Reste der Klostergebäude. Die nahezu quadratische Rasenfläche markiert den äußeren Umriss des ehemaligen Kreuzgangs. Von ihm ragen allein seine ihn begrenzenden Außenwände auf, die Wand seiner nördlichen Galerie bildet gleichzeitig die Südwand des Langhauses. An ihr erkennt man noch die Konturen des Pultdachfirstes der Nordgalerie, die auf den Turmseiten weiter aufwärtssteigen und damit zeigen, dass der dort anschließende Westflügel des Klosters zweigeschossig war, wie es die Reste des Ostflügels in großen Teilen noch sind. Man kann daraus schließen, dass die Klostergebäude auf drei Seiten des Kreuzgangs zweigeschossig waren. Die Böden, Dächer, Gewölbe und Arkaden des Kreuzganges sind vollständig verschwunden.
Der Ostflügel schließt heute mit einem ersten Teilstück an die Südwand des Langhauses zweigeschossig an. Darin enthalten sind im Erdgeschoss die Sakristei und der Kapitelsaal, vermutlich im Obergeschoss das Dormitorium.
Auf seiner Ostseite führt entlang der Außenwand eine Treppe zum Obergeschoss. Die weiterführenden Teile des Ostflügels sind teils erdgeschossig und in einem kleineren Abschnitt noch zweigeschossig erhalten. Sie enthielten die weiteren, bei nahezu allen Klöstern üblichen Räume wie etwa das Refektorium, die Fraterie, die Abtsräume, Vorrats- und Lagerräume und weiteren Konventsräume, die sich weiter in den Süd- und Westflügel hinein fortsetzten. Von diesen sind nur die Wände zum Kreuzgang und sonst die Grundmauern bis in etwa einem Meter Höhe erhalten. Das Erdgeschoss des Westflügels ist mit einem Schutzdach überdeckt worden. Im Kreuzganghof ist noch die runde Einfassung des ehemaligen Brunnens, der einzigen Trinkwasserquelle, erhalten.
Etwas nach Süden abgerückt steht das alte Pfarrhaus, mit einer zweigeschossigen Galerie auf seiner Nordseite, ähnlich der einer Kreuzganggalerie. Das Gebäude wurde in die das Kloster umgebenden Wehranlagen mit einbezogen. Sein Erdgeschossgrundriss und die schmalen Fensterschlitze der Fassaden erinnern an seine ehemalige Wehrhaftigkeit.

## Noch ein Kloster
Etwas weiter südlich des Priorats hat man bei archäologischen Ausgrabungen die Reste eines Augustinerklosters entdeckt. Freigelegt wurden dabei die Grundmauern der romanischen Kirche und deren Klostergebäude. Die Gebäude sind in den Religionskriegen gänzlich zerstört worden.